# ユニバーサル・サプライズ・ハロウィーン
ユニバーサル・サプライズ・ハロウィーン（Universal Surprise Halloween）は、ユニバーサル・スタジオ・ジャパンで2011年より始まった、9月から11月にかけて開催される秋のスペシャルイベントである。

## 概要
ユニバーサル・スタジオ・ジャパンでは、2010年にハロウィーンをテーマにしたスペシャルイベント「ユニバーサル・ハロウィーン・カーニバル」が開催されていた。2011年、パーク開業10周年に当たり、テーマである「ハッピー・サプライズ！」にあわせ、名称が変更された。

## 2011年
9月6日 - 11月3日（『ハロウィーン・ホラー・ナイト』は、9月23日 - 10月30日の金・土・日・月曜日と10月31日の18時 - パーククローズ）に開催された。

### パレード・デ・カーニバル
開催場所: パレードルート（ハリウッド・エリア - ニューヨーク・エリア）、タイプ: パレード、所要時間: 約40分（1日1回）、協賛: アートコーポレーション株式会社
「マスカレード」「マルディグラ」「リオのカーニバル」など、世界でも有数のカーニバルが集結したパレード。華やかな衣装を身にまとっ た総勢100名を超えるエンターテイナーやハロウィーンらしいコスチュームを身にまとったキャラクターたち、音楽の生演奏が、それぞれのカーニバルの世界観を再現した大小あわせて9台のフロートで登場する。パレードでは「マルディグラ」の伝統要素を取り入れ、途中4ヶ所で停止し、ビーズネックレスを毎日1万本沿道に向かって投げ、プレゼントされる。
ロンバーズ・ランディング前では、パレードに参加できる抽選会が実施され、エントリーしたゲストから約80名が抽選で選ばれた。さらに当選したゲストは、別途でハリウッド・エリアの「プロップ・ドック・ステージ」にて実施されるオーディションに参加し、通過した約10名は「コスチューム・パーティ」のフロートに乗ってパレードに参加できる。
当年は、イベント開催期間中の土・日・祝日を中心に、セレブリティが出演した。
- 9月6日: 小森純、鈴木奈々、Lie
- 9月10日: DAIGO
- 9月11日: はしのえみ
- 9月17日: ギャル曽根
- 9月18日: 宮迫博之
- 9月19日: misono
- 9月23日: 南明奈
- 9月25日、10月1日、2日、30日: ベッキー
- 10月8日: 安めぐみ
- 10月10日: 狩野英孝
- 10月14日: 里田まい
- 10月21日: 押切もえ
- 10月28日、29日: はんにゃ

### ジャム・デ・ハロウィーン
開催場所: 「ターミネーター 2:3-D」前、開催時間: 1日2回、タイプ: ストリート・エンターテイメント
「パレード・デ・カーニバル」に出演しているパーカッショニストたちがフロートと共に登場し、演奏を繰り広げる。ゲストも実際にパーカッションに参加できる。

### ハロウィーン・マーチ
開催日: 10月3日、17日、24日、31日、開催時間: 17時30分 - 18時、開催場所: ハリウッド・エリア、ニューヨーク・エリア、受付時間: パークオープン- 14時、受付場所: ロンバーズ・ランディング前、定員: 先着1000名、協賛: 株式会社ロッテ
ハロウィーン期間中は、ゲストは仮装姿で来場でき、参加申し込みをすると、エンターテイナーたちと一緒に特別なパレードに歩いて参加できる。

### トリック・オア・トリート
開催場所: パーク内各所、タイプ: ストリート・エンターテイメント
「トリック・オア・トリート」の合言葉を言うと、小学生以下のゲストにクルーからキャンディがプレゼントされる。「パレード・デ・カーニバル」で使用されているフロートが登場している箇所では、ハロウィーンの衣装を着たキャラクタ ーたちと一緒に記念撮影もできる。

### ハロウィーン・ホラー・ナイト
陽気で賑やかな昼のハロウィーンから一転し、夜はゾンビたちが徘徊するホラーいっぱいのパークへと変貌する。照明やBGMが一斉に切り替わり、パーク全域を100体以上ものゾンビたちが占拠する。
サンフランシスコ・エリア、ジュラシック・パーク、アミティ・ビレッジを「ホラー・エリアⅠ」、ニューヨーク・エリア、ハリウッド・エリアの一部を「ホラー・エリアⅡ」、セントラルパーク、フィッシャーマンズ・ワーフ、ディスカバリー・レストランのラグーン側周辺を「スーパー・ホラー・エリア」とし、より恐怖度の高いゾンビが徘徊する。

### スケアリー・ダイナソー
開催場所: ジュラシック・パーク、タイプ: ストリート・エンターテイメント
徘徊するゾンビたちが、獰猛な肉食恐竜を檻から開放し、パークを恐怖の世界に変えてしまう。

### スペースファンタジー ザ･ライド ～ホラーバージョン～
| スペースファンタジー ザ･ライド ～ホラーバージョン～ Space Fantasy - The Ride ~Horror Version~ | スペースファンタジー ザ･ライド ～ホラーバージョン～ Space Fantasy - The Ride ~Horror Version~ |
| --------------------------------------------------------------------------------------------- | --------------------------------------------------------------------------------------------- |
| オープン日                                                                                    | 2011年9月6日                                                                                  |
| クローズ日                                                                                    | 2011年11月3日                                                                                 |
| タイプ                                                                                        | ホラー・アトラクション                                                                        |
| スポンサー                                                                                    | 株式会社NTTドコモ                                                                             |
| 所要時間                                                                                      | 約10分                                                                                        |
| 定員                                                                                          | 8名（2名×4列）                                                                                |
| 利用制限                                                                                      | 身長制限: 122cm以上、付き添い者同伴の場合は102cm以上                                          |
| エクスプレス・パス                                                                            | ○                                                                                             |
| シングルライダー                                                                              | ○                                                                                             |
| チャイルドスイッチ                                                                            | ○                                                                                             |

開催場所: スペース・ファンタジー・ザ・ライド、開催時間: 18時 - パーククローズ
舞台は、ゾンビが侵入し電気系統が故障し真っ暗闇となった「スペース・ファンタジー・ザ・ライド」。プレショーでは、コントロールセンターにゾンビが侵入する様子が描かれ、シャトルポートまでの道にもゾンビが出現する。ハードなロックホラーのBGMの中、ゾンビの呻き声、女の人のすすり泣き声や悲鳴などを聞きながら、暗闇の中をライドが疾走する。
本アトラクション実施期間中は、パークオープンから17時までは通常の「スペース・ファンタジー・ザ・ライド」が運営され、18時以降に本アトラクションが運営される。

### ジョーズ ～ホラーバージョン～
| ジョーズ ～ホラーバージョン～ JAWS ~Horror Version~ | ジョーズ ～ホラーバージョン～ JAWS ~Horror Version~ |
| --------------------------------------------------- | --------------------------------------------------- |
| オープン日                                          | 2011年9月6日                                        |
| クローズ日                                          | 2011年11月3日                                       |
| タイプ                                              | ホラー・アトラクション                              |
| 所要時間                                            | 約7分                                               |
| 定員                                                | 48名（6名×8列）                                     |
| エクスプレス・パス                                  | ○                                                   |
| シングルライダー                                    | ○                                                   |
| チャイルドスイッチ                                  | ○                                                   |

開催場所: ジョーズ、開催時間: 18時 - パーククローズ
ゾンビに支配された「アミティ・ビレッジ」から脱出するため、ボートに乗り込むが、行く先々でゾンビに襲われる。
本アトラクション実施期間中は、パークオープンから17時までは通常の「ジョーズ」が運営され、18時以降に本アトラクションが運営される。

### フード
「ディスカバリー・レストラン」「フィネガンズ・バー＆グリル」およびフードカートでは、「ハロウィーン・ホラー・ナイト」限定メニューが販売された。「ディスカバリー・レストラン」はゾンビたちに占拠され、薄暗い中に怪しげな恐竜の鳴き声のするレストランへと変貌する。ゾンビたちが徘徊するなか、限定メニュー「ゾンビの晩餐 ～フィンガーバーレル～」が提供された。また、「フィネガンズ・バー＆グリル」は、仮装パーティ会場に様変わりする。限定オリジナルカクテル「ゾンビのエナジードリンク～ビタミンC豊富な目玉入り～」も登場した。

## 2012年
9月14日 - 11月11日（『ハロウィーン・ホラー・ナイト』は、期間中の金・土・日・月曜日と10月31日の18時 - パーククローズ）に開催された。

### パレード・デ・カーニバル
開催場所: パレードルート（ハリウッド・エリア - ニューヨーク・エリア）、タイプ: パレード、所要時間: 約40分（1日1回）、協賛: アートコーポレーション株式会社
「マスカレード」「マルディグラ」「リオのカーニバル」など、世界でも有数のカーニバルが集結したパレード。華やかな衣装を身にまとっ た総勢100名を超えるエンターテイナーやハロウィーンらしいコスチュームを身にまとったキャラクターたち、音楽の生演奏が、それぞれのカーニバルの世界観を再現した大小あわせて9台のフロートで登場する。パレードでは「マルディグラ」の伝統要素を取り入れ、途中4ヶ所で停止し、ビーズネックレスを毎日1万本沿道に向かって投げ、プレゼントされる。
当年は、ファンクラブ会長であるベッキーがパレードに参加した（9月15日、23日、29日、10月7日、13日、21日、27日のみ）。

### ワンダー・トリック・オア・トリート
開催場所: ユニバーサル・ワンダーランド、開催時間: 10時 - 17時、タイプ: ストリート・エンターテイメント、協賛: アートコーポレーション株式会社
「トリック・オア・トリート」の合言葉を言うと、小学生以下のゲストにクルーからキャンディがプレゼントされ、ハロウィーンの衣装を着たキャラクタ ーたちと一緒に記念撮影できる。

### ハロウィーン・ホラー・ナイト
バイオハザード ～ラクーンシティ～
開催場所: ニューヨーク・エリア周辺、開催時間: 18時 - パーククローズ、タイプ: ホラー・エリア、年齢制限: 小学生以下大人同伴推奨、未就学児大人同伴必須
特殊効果とプロジェクションによる空間演出で、ゲーム『バイオハザード』に登場するウィルスに侵された街「ラクーンシティ」が再現され、ウィルスに感染したゾンビやクリーチャーたちに襲われるホラー・エリア。ジル・バレンタインやクレア・レッドフィールドも登場する。

#### アンブレラ社 ～t・ウィルス・エスケープ～
| アンブレラ社 ～t・ウィルス・エスケープ～ UMBRELLA t-Virus Escape | アンブレラ社 ～t・ウィルス・エスケープ～ UMBRELLA t-Virus Escape |
| ---------------------------------------------------------------- | ---------------------------------------------------------------- |
| オープン日                                                       | 2012年9月14日                                                    |
| クローズ日                                                       | 2012年11月11日                                                   |
| タイプ                                                           | ウォークスルー・アトラクション                                   |
| 利用制限                                                         | 年齢制限: 小学生以下大人同伴推奨、未就学児体験不可               |
| エクスプレス・パス                                               | ○                                                                |
| チャイルドスイッチ                                               | ○                                                                |

開催場所: ターミネーター 2:3-D、開催時間: 18時 - パーククローズ、タイプ: ストリート・ショー
表向きは優良な製薬会社で、バイオハザードとは無縁と思われていた「アンブレラ社」。しかし、ここでも「感染者発見」の警報が鳴り響き、ウィルス感染から逃れるため、案内された通路から脱出を試みるが、クリーチャーたちが襲ってくる。
本アトラクション実施期間中は、パークオープンから15時までは通常の「ターミネーター2:3D」が運営され、18時以降に本アトラクションが運営される。

#### ジェイソンのブラッド・ダイナー
| ジェイソンのブラッド・ダイナー Jason's Blood Diner | ジェイソンのブラッド・ダイナー Jason's Blood Diner |
| -------------------------------------------------- | -------------------------------------------------- |
| オープン日                                         | 2012年9月14日                                      |
| クローズ日                                         | 2012年11月11日                                     |
| タイプ                                             | ウォークスルー・アトラクション                     |
| 所要時間                                           | 約5分                                              |
| 利用制限                                           | 年齢制限：小学生以下利用不可                       |
| エクスプレス・パス                                 | ○                                                  |
| チャイルドスイッチ                                 | ○                                                  |

開催場所: ロンバーズ・ランディング1階、開催時間: ハロウィーン・ホラー・ナイト開催日18時 - パーククローズ
映画『13日の金曜日』シリーズに登場する殺人鬼ジェイソンをモチーフにした、ウォークスルー・アトラクション。クリスタルレイクを舞台に、ジェイソンによる殺人現場を目撃しながら残酷な恐怖を体験できる。

#### ザ・マミー・ミュージアム～ハムナプトラ神々の呪い～2
| ザ・マミー・ミュージアム～ハムナプトラ神々の呪い～3 The Mummy Museum 3 | ザ・マミー・ミュージアム～ハムナプトラ神々の呪い～3 The Mummy Museum 3     |
| ---------------------------------------------------------------------- | -------------------------------------------------------------------------- |
| オープン日                                                             | 2012年9月13日                                                              |
| クローズ日                                                             | 2012年11月10日                                                             |
| タイプ                                                                 | ウォークスルー・アトラクション                                             |
| 所要時間                                                               | 約4分                                                                      |
| 利用制限                                                               | 年齢制限：小学生以下利用不可、中学生以下大人同伴推奨（ホラーレベル最高度） |
| エクスプレス・パス                                                     | ○                                                                          |

開催場所: ステージ 22、開催時間: ハロウィーン・ホラー・ナイト開催日18時 - パーククローズ
映画『ハムナプトラ』をテーマに、再登場したウォークスルー・アトラクション。
舞台は、死者の都「ハムナプトラ」で発掘された財宝やミイラが展示されていた博物館。原因不明のまま閉館し、廃墟になった状態でのツアーに参加する。「アヌビスの復活」と「イムホテップの館」の2つのルートが用意されており、特殊メイクや当時最高のSFX技術とサウンドシステムを駆使した空間演出と精巧な技術で、エジプトの砂漠に埋もれた遺跡都市を再現している。

#### スペースファンタジー ザ･ライド ～イン・ザ・ダーク～
| スペースファンタジー ザ･ライド ～イン・ザ・ダーク～ Space Fantasy - The Ride ~In The Dark~ | スペースファンタジー ザ･ライド ～イン・ザ・ダーク～ Space Fantasy - The Ride ~In The Dark~              |
| ------------------------------------------------------------------------------------------ | --- |
| オープン日                                                                                 | 2012年9月14日                                                                                           |
| クローズ日                                                                                 | 2012年11月11日                                                                                          |
| タイプ                                                                                     | ホラー・アトラクション                                                                                  |
| スポンサー                                                                                 | 株式会社NTTドコモ                                                                                       |
| 所要時間                                                                                   | 約10分                                                                                                  |
| 定員                                                                                       | 8名（2名×4列）                                                                                          |
| 利用制限                                                                                   | 身長制限: 122cm以上、付き添い者同伴の場合は102cm以上 年齢制限: 小学生以下大人同伴推奨、未就学児体験不可 |
| エクスプレス・パス                                                                         | ○ |
| シングルライダー                                                                           | ○ |
| チャイルドスイッチ                                                                         | ○ |

開催場所: スペース・ファンタジー・ザ・ライド、開催時間: 18時 - パーククローズ
舞台は、ゾンビが侵入し電気系統が故障し真っ暗闇となったシャトルポート。プレショーでは、コントロールセンターにゾンビが侵入する様子が描かれ、シャトルポートまでの道にもゾンビが出現する。ゾンビの呻き声、女の人のすすり泣き声や悲鳴などを聞きながら、暗闇の中をライドが疾走する。
本アトラクション実施期間中は、パークオープンから17時までは通常の「スペース・ファンタジー・ザ・ライド」が運営され、18時以降に本アトラクションが運営される。

#### ハリウッド・ドリーム・ザ・ライド ～ホーンテッド・BGM～
| ハリウッド・ドリーム・ザ・ライド ～ホーンテッド・BGM～ Hollywood Dream - The Ride ~Haunted BGM~ | ハリウッド・ドリーム・ザ・ライド ～ホーンテッド・BGM～ Hollywood Dream - The Ride ~Haunted BGM~ |
| ----------------------------------------------------------------------------------------------- | ----------------------------------------------------------------------------------------------- |
| オープン日                                                                                      | 2012年9月14日                                                                                   |
| クローズ日                                                                                      | 2012年11月11日                                                                                  |
| タイプ                                                                                          | ホラー・アトラクション                                                                          |
| スポンサー                                                                                      | 大和ハウス工業株式会社                                                                          |
| 所要時間                                                                                        | 約3分                                                                                           |
| 定員                                                                                            | 36名（4名×9列）                                                                                 |
| 利用制限                                                                                        | 身長制限: 132cm以上 年齢制限: 小学生以下大人同伴推奨、未就学児体験不可                          |
| エクスプレス・パス                                                                              | ○                                                                                               |
| シングルライダー                                                                                | ○                                                                                               |
| チャイルドスイッチ                                                                              | ○                                                                                               |

開催場所: ハリウッド・ドリーム・ザ・ライド、開催時間: 18時 - パーククローズ
ドリームトラックが「ホラーBGM」となり、悲鳴や叫び声が入った曲となる。待ち列では、クルーの衣装を着たマネキンなどが設置されている。
本アトラクション実施期間中は、パークオープンから17時までは通常の「ハリウッド・ドリーム・ザ・ライド」が運営され、18時以降に本アトラクションが運営される。

#### ジョーズ ～ザ・ゴースト・ボート～
| ジョーズ ～ザ・ゴースト・ボート～ JAWS ~The Ghost Boat~ | ジョーズ ～ザ・ゴースト・ボート～ JAWS ~The Ghost Boat~                |
| ------------------------------------------------------- | ---------------------------------------------------------------------- |
| オープン日                                              | 2012年9月14日                                                          |
| クローズ日                                              | 2012年11月11日                                                         |
| タイプ                                                  | ホラー・アトラクション                                                 |
| スポンサー                                              | 三井住友カード株式会社                                                 |
| 所要時間                                                | 約7分                                                                  |
| 定員                                                    | 48名（6名×8列）                                                        |
| 利用制限                                                | 身長制限: 122cm以上 年齢制限: 小学生以下大人同伴推奨、未就学児体験不可 |
| エクスプレス・パス                                      | ○                                                                      |
| シングルライダー                                        | ○                                                                      |
| チャイルドスイッチ                                      | ○                                                                      |

開催場所: ジョーズ、開催時間: 18時 - パーククローズ
舞台は、人食いサメが生息するため船の進入は禁止されているアミティの海。危険な水域に命令を無視して進入し、行方がわからなくなった船「アミティ3」があった。本部は「アミティ3」からの遭難信号を受信し、それを頼りにゲストと共に行方不明となった「アミティ3」の生存者を探す特別ミッションに参加する。しかし、「アミティ3」がこの場所へ進入したのは13年も昔のことで、13年前の遭難信号が今更届くわけがない。奇妙な謎を残したままミッションが遂行される。アトラクションや待ち列の各所にゾンビと化した「アミティ3」の船員たちが出現する。
本アトラクション実施期間中は、パークオープンから16時30分までは通常の「ジョーズ」が運営され、18時以降に本アトラクションが運営される。

## 2013年
9月13日 - 11月10日（『ハロウィーン・ホラー・ナイト』は、期間中の金・土・日・月曜日と10月31日の18時 - パーククローズ）に開催された。

### パレード・デ・カーニバル
開催場所: パレードルート（ハリウッド・エリア - ニューヨーク・エリア）、タイプ: パレード、所要時間: 約40分（1日1回）、協賛: アートコーポレーション株式会社
「マスカレード」「マルディグラ」「リオのカーニバル」など、世界でも有数のカーニバルが集結したパレード。華やかな衣装を身にまとっ た総勢100名を超えるエンターテイナーやハロウィーンらしいコスチュームを身にまとったキャラクターたち、音楽の生演奏が、それぞれのカーニバルの世界観を再現した大小あわせて9台のフロートで登場する。パレードでは「マルディグラ」の伝統要素を取り入れ、途中4ヶ所で停止し、ビーズネックレスを沿道に向かって投げ、プレゼントされる。
当年は、前年の3倍の140万本（期間中総数）のビーズネックレスが用意された。

### スカウト・デ・カーニバル
開催場所: グラマシーパーク、タイプ: エンターテイメント・ショー
「パレード・デ・カーニバル」への出演権をかけた、初登場のエンターテイメント・ショー。思い思いの自由な仮装で参加し、スカウトされたゲストは、「コスチューム・パーティ」のフロートに乗ってパレードに参加できる。インビテーションカードを獲得した仮装のゲストは、ダンサーと共にパレードルートを歩くことができる。

### ワンダー・トリック・オア・トリート
開催場所: ユニバーサル・ワンダーランド、開催時間: 10時 - 17時、タイプ: ストリート・エンターテイメント
「トリック・オア・トリート」の合言葉を言うと、計7ヵ所の扉からキャンディの仮装をしたキャラクターたちが登場し、小学生以下のゲストにキャンディがプレゼントされる。7つの扉のうち、「ハローキティのリボン・コレクション」のみ年齢制限が設けられていない。大人のゲストも、エルモのカボチャ型「トリック・オア・トリート！」バケツを購入すると、どの扉も体験できる。

### ハロウィーン・ホラー・ナイト

#### ストリート・ゾンビ
開催場所: パークワイド（ハリウッド・エリアのキャノピー下、「ユニバーサル・ワンダーランド」を除く）、開催時間: 18時 - パーククローズ、タイプ: ストリート・エンターテイメント
パークの各所で、口や身体から大量の血や体液を撒き散らしながら迫ってくるゾンビに襲われるエンターテイメント。前年の3倍に増殖したゾンビたちがパークの90％を占拠し、ストリートにとどまらず、アトラクション、ショップ、レストランにまで侵入する。時に、ゾンビたちは大行列をなしながら、マイケル・ジャクソンの楽曲「スリラー」に乗って突如踊りだし、約1kmにおよぶストリートを占拠する。エリアごとに恐怖のテーマも変わり、ゾンビたちは時に忍び寄り、時に手当たり次第に凶暴にゲストに襲いかかろうと暴れ出す。

#### ハピネス・カフェ（貞子レストラン）
| ハピネス・カフェ（貞子レストラン） | ハピネス・カフェ（貞子レストラン）                              |
| ---------------------------------- | --------------------------------------------------------------- |
| オープン日                         | 2013年9月13日                                                   |
| クローズ日                         | 2013年11月10日                                                  |
| メニュー類                         | 洋食                                                            |
| タイプ                             | ホラー・レストラン                                              |
| 協賛                               | 日本コカ・コーラ株式会社 コカ・コーラボトラーズジャパン株式会社 |
| クレジットカード                   | ○                                                               |

開催場所: ハピネス・カフェ、開催時間: 18時 - 20時、年齢制限: 小学生以下大人同伴推奨、未就学児体験不可
呪いのビデオが流れる店内に「貞子」が登場し、暗闇の中で呪われた食事を楽しむ。

#### 貞子に呪われた「ジョーズ」
| 貞子に呪われた「ジョーズ」 JAWS | 貞子に呪われた「ジョーズ」 JAWS                                        |
| ------------------------------- | ---------------------------------------------------------------------- |
| オープン日                      | 2013年9月13日                                                          |
| クローズ日                      | 2013年11月10日                                                         |
| タイプ                          | ホラー・アトラクション                                                 |
| スポンサー                      | 三井住友カード株式会社                                                 |
| 所要時間                        | 約7分                                                                  |
| 定員                            | 48名（6名×8列）                                                        |
| 利用制限                        | 身長制限: 122cm以上 年齢制限: 小学生以下大人同伴推奨、未就学児体験不可 |
| シングルライダー                | ○                                                                      |
| チャイルドスイッチ              | ○                                                                      |

開催場所: ジョーズ、開催時間: 18時 - パーククローズ
舞台は、いつもと変わらない「アミティ・ハーバーツアー」。しかし、このツアーを呪うという謎の脅迫があったことが、船の出向直前に告げられる。船長は脅迫を無視し、ツアーは続行されるが、ボートハウスや船着場など、いたるところから「貞子」が現れる。
本アトラクション実施期間中は、パークオープンから17時までは通常の「ジョーズ」が運営され、18時以降に本アトラクションが運営される。

#### 貞子に呪われた「ジュラシック・パーク・ザ・ライド」
| 貞子に呪われた「ジュラシック・パーク・ザ・ライド」 Jurassic Park - The Ride | 貞子に呪われた「ジュラシック・パーク・ザ・ライド」 Jurassic Park - The Ride                             |
| --------------------------------------------------------------------------- | --- |
| オープン日                                                                  | 2013年9月13日                                                                                           |
| クローズ日                                                                  | 2013年11月10日                                                                                          |
| タイプ                                                                      | ホラー・アトラクション                                                                                  |
| スポンサー                                                                  | アート引越センター                                                                                      |
| 所要時間                                                                    | 約7分                                                                                                   |
| 定員                                                                        | 25名（5名×5列）                                                                                         |
| 利用制限                                                                    | 身長制限: 122cm以上、付き添い者同伴の場合は107cm以上 年齢制限: 小学生以下大人同伴推奨、未就学児体験不可 |
| シングルライダー                                                            | ○ |
| チャイルドスイッチ                                                          | ○ |

開催場所: ジュラシック・パーク・ザ・ライド、開催時間: 18時 - パーククローズ
待ち列にも「貞子」が現れる中、ゲストは「ジュラシック・パーク」のリバーツアーに出発する。ツアー中、案内音声が途切れ、「貞子」が殺された経緯が説明される中、いたるところから「貞子」が現れる。
本アトラクション実施期間中は、パークオープンから17時までは通常の「ジュラシック・パーク・ザ・ライド」が運営され、18時以降に本アトラクションが運営される。

#### 貞子に呪われた「ターミネーター 2:3-D」
| 貞子に呪われた「ターミネーター 2:3-D」 Terminator 2:3-D | 貞子に呪われた「ターミネーター 2:3-D」 Terminator 2:3-D |
| ------------------------------------------------------- | ------------------------------------------------------- |
| オープン日                                              | 2013年9月13日                                           |
| クローズ日                                              | 2013年11月10日                                          |
| タイプ                                                  | ホラー・アトラクション                                  |
| スポンサー                                              | 日本電気株式会社                                        |
| 定員                                                    | 750名（車イス、電動車イススペース8台）                  |
| 利用制限                                                | 年齢制限: 小学生以下大人同伴推奨、未就学児体験不可      |
| チャイルドスイッチ                                      | ○                                                       |

開催場所: ターミネーター 2:3-D、開催時間: 18時 - パーククローズ
舞台は、サイバーダインシステム社が企画した「ビジターセンターツアー」。
極秘プレゼンテーション前のプレショーでは、サイバーダイン社の”メディアコントロール主任ディレクター”である綾小路麗華がゲストを出迎える。ゲストを毒舌で弄った後、サイバーダインシステム社の理念を理解してもらいたいという趣旨のサイバーダイン社の技術的貢献に関するプロモーションビデオを鑑賞する。途中画面にノイズが走り、井戸と「貞子」が映し出され、同時にステージにも「貞子」が現れる。綾小路麗華は、突然のトラブルに戸惑いながらも、ゲストをメインホールへ進むよう促す。
メインホールでプレゼンテーションがスタートしようという時、着席しないゲストに綾小路麗華が注意するが、そのゲストは悲鳴を上げながら走り去ってしまう。スクリーンには「貞子」の顔をした綾小路麗華が映し出され、綾小路麗華は失神して倒れてしまう。スクリーンには、再び井戸と「貞子」が映し出され、同時にホールのいたるところに現れる。「貞子」の姿がなくなると、再び綾小路麗華が登場し、ゲストにアトラクションの感想を聞くが、背後から「貞子」が現れ、綾小路麗華を襲う。
本アトラクション実施期間中は、パークオープンから15時30分までは通常の「ターミネーター2:3D」が運営され、18時以降に本アトラクションが運営される。

#### 貞子に呪われた「スペース・ファンタジー・ザ・ライド」
| 貞子に呪われた「スペース・ファンタジー・ザ・ライド」 Space Fantasy – The Ride | 貞子に呪われた「スペース・ファンタジー・ザ・ライド」 Space Fantasy – The Ride                           |
| ----------------------------------------------------------------------------- | --- |
| オープン日                                                                    | 2013年9月13日                                                                                           |
| クローズ日                                                                    | 2013年11月10日                                                                                          |
| タイプ                                                                        | ホラー・アトラクション                                                                                  |
| スポンサー                                                                    | 株式会社NTTドコモ                                                                                       |
| 所要時間                                                                      | 約10分                                                                                                  |
| 定員                                                                          | 8名（2名×4列）                                                                                          |
| 利用制限                                                                      | 身長制限: 122cm以上、付き添い者同伴の場合は102cm以上 年齢制限: 小学生以下大人同伴推奨、未就学児体験不可 |
| シングルライダー                                                              | ○ |
| チャイルドスイッチ                                                            | ○ |

開催場所: スペース・ファンタジー・ザ・ライド、開催時間: 18時 - パーククローズ
プレショーでは、子供たちが歌う「かごめかごめ」が流れており、扉の向こうから「貞子」が現れる。ライド乗車後、「貞子」について話す女の子たちの会話を聞きながら、暗闇の中をライドが疾走する。
本アトラクション実施期間中は、パークオープンから17時までは通常の「スペース・ファンタジー・ザ・ライド」が運営され、18時以降に本アトラクションが運営される。

#### 貞子に呪われた「バックドラフト」
| 貞子に呪われた「バックドラフト」 Backdraft | 貞子に呪われた「バックドラフト」 Backdraft         |
| ------------------------------------------ | -------------------------------------------------- |
| オープン日                                 | 2013年9月13日                                      |
| クローズ日                                 | 2013年11月10日                                     |
| タイプ                                     | ホラー・アトラクション                             |
| 定員                                       | 240名（車イス・電動車イススペース5台）             |
| 利用制限                                   | 年齢制限: 小学生以下大人同伴推奨、未就学児体験不可 |
| チャイルドスイッチ                         | ○                                                  |

開催場所: バックドラフト、開催時間: 18時 - パーククローズ
「心霊科学研究室」と題し、怪奇現象が存在しないことを証明する実演が行われる。
1つ目の部屋では、「生き人形の呪い」について語られる。研究員は、市松人形の表情が変わることについての映像を上映し、実演して見せる。しかし、人形に触れてから不可解な現象が起こり始める。2つめの部屋では、「呪いの動画」について語られる。それを見ると1週間後に死亡するといわれているが、研究員は視聴してから1週間経った当日になっても異変は起きていないという。しかし、映像の途中に井戸と「貞子」が映し出され、映像を止めにプロジェクターのもとへ走るが、そこで何者かに襲われてしまう。研究員が戻ってこないことを見かねた警備員は、安全確認を行うため3つ目の部屋へと案内する。3つ目の部屋では、井戸から「貞子」が現れ、ゲストの列の中を「貞子」が走り抜けてくるのであった。
本アトラクション実施期間中は、パークオープンから16時30分までは通常の「バックドラフト」が運営され、18時以降に本アトラクションが運営される。

#### ジェイソンのブラッド・ダイナー2
| ジェイソンのブラッド・ダイナー2 Jason's Blood Diner 2 | ジェイソンのブラッド・ダイナー2 Jason's Blood Diner 2 |
| ----------------------------------------------------- | ----------------------------------------------------- |
| オープン日                                            | 2013年9月13日                                         |
| クローズ日                                            | 2013年11月10日                                        |
| タイプ                                                | ホラー・メイズ                                        |
| 所要時間                                              | 約5分                                                 |
| 利用制限                                              | 年齢制限：小学生以下利用不可                          |
| チャイルドスイッチ                                    | ○                                                     |

開催場所: ロンバーズ・ランディング1階、開催時間: ハロウィーン・ホラー・ナイト開催日12時 - パーククローズ

映画『13日の金曜日』シリーズに登場する殺人鬼ジェイソンをモチーフに再登場した、ウォークスルー・アトラクション。クリスタルレイクを舞台に、ジェイソンによる殺人現場を目撃しながら残酷な恐怖を体験できる。

#### ザ・マミー・ミュージアム～ハムナプトラ神々の呪い～3
| ザ・マミー・ミュージアム～ハムナプトラ神々の呪い～3 The Mummy Museum 3 | ザ・マミー・ミュージアム～ハムナプトラ神々の呪い～3 The Mummy Museum 3 |
| ---------------------------------------------------------------------- | ---------------------------------------------------------------------- |
| オープン日                                                             | 2013年9月13日                                                          |
| クローズ日                                                             | 2013年11月10日                                                         |
| タイプ                                                                 | ウォークスルー・メイズ                                                 |
| 所要時間                                                               | 約4分                                                                  |
| 利用制限                                                               | 年齢制限：小学生以下利用不可、中学生以下大人同伴推奨（ホラーレベル2）  |

開催場所: ステージ 22、開催時間: ハロウィーン・ホラー・ナイト開催日12時 - パーククローズ
映画『ハムナプトラ』をテーマに、再登場したウォークスルー・メイズ。
イムホテップ編とアヌビス編の2つのルートが用意されており、当時最高のSFX技術とサウンドシステムを駆使した空間演出と精巧な技術で、エジプトの砂漠に埋もれた遺跡都市を再現している。当年より、ゲストが極限の恐怖と対峙する最恐演出が新たに導入され、大絶叫のクライマックスを迎える。

#### バイオハザード・ザ・リアル
| バイオハザード・ザ・リアル Biohazard The Real | バイオハザード・ザ・リアル Biohazard The Real |
| --------------------------------------------- | --------------------------------------------- |
| オープン日                                    | 2013年7月19日                                 |
| クローズ日                                    | 2013年11月10日                                |
| タイプ                                        | ウォークスルー・アトラクション                |
| 所要時間                                      | 約5分 - 約10分（ゲストにより異なる）          |
| 利用制限                                      | 年齢制限: R12（小学生以下体験不可）           |
| エクスプレス・パス                            | ○                                             |

開催場所: パレスシアター、開催日: 7月19日 - 11月10日（9月9日 - 9月12日は休止、9月13日以降は金・土・日・月曜日と10月31日）
ゲーム『バイオハザード』をテーマに、カプコン監修のもと、初登場したウォークスルー・アトラクション。ゲストはウイルスに侵された街「ラクーンシティ」を舞台に、襲ってくるクリーチャーを重さ700グラムのハンドガンで倒し、「生き残りをかけた戦闘」に臨む。ウイルスの感染度合いを表すインジゲーターには「感染率」が表示され、クリーチャーに近寄られる度に感染率があがっていく。ステージ1、ステージ2（最終ステージ）の全2ステージ構成で、ステージ1ではさらに「R.P.D.ルート」と「Hospitalルート」の全2ルートに振り分けられる。ステージ1を無事クリアしたゲストは、ステージ2のアンブレラ社研究所で最後の闘いに挑む。
「生存確率、限りなく0％」というキャッチにたがわず、アトラクションを生き残って出たゲストは、オープンから22日目の8月9日11時40分頃に、初めて出た。
本アトラクションの体験には、ステージ14で配布される無料の整理券又は有料のエクスプレス・パス「ブックレット8」又は「ブックレット5」が必要となる。

#### ダークレストラン～恐怖の晩餐会～
| ダークレストラン～恐怖の晩餐会～ | ダークレストラン～恐怖の晩餐会～ |
| -------------------------------- | -------------------------------- |
| オープン日                       | 2013年9月13日                    |
| クローズ日                       | 2013年11月10日                   |
| タイプ                           | ホラー・レストラン               |
| サービス                         | フルサービス                     |
| クレジットカード                 | ○                                |

開催場所: SAIDO、開催時間: ハロウィーン・ホラー・ナイト開催日17時/19時30分受付開始、定員: 100名、価格: 1名￥2,800（税込）
恐怖と食事を融合させたホラー・レストラン。
「世界一美味い料理」を作るという夢を叶えることなくこの世を去った一人の若い料理人が、その執念のあまりにゾンビとして蘇り、「この世で最も美味い食材」を探し続けながら、暗闇で催す密かな晩餐会が舞台。 ゲストは、一寸先も見えない暗闇の中、目の前、横、背後で何かが起こっている気配を絶え間なく感じ続ける恐怖に絶叫しながら、数々の絶品料理を、視覚以外の感覚を駆使して堪能する。

#### フード、グッズ
ハロウィーン・ホラー・ナイトの開催日には、輸血パックの中に入った「ゾンビの血」や注射器に入ったゾンビの感染から逃れるための解毒剤が入った「解毒剤」、ゾンビに食いちぎられた指がモチーフのホットドッグ「食いちぎられた指」、「血まみれのジェイソン・マスク」などのフードの数々が登場した。
ショップでは、ハロウィーンの仮装姿をモチーフにしたキャラクターグッズや「パレード・デ・カーニバル」で使用する「ホイッスル」など、ハロウィーン限定グッズが約200種類販売された。

## 2014年
9月12日 - 11月9日（『ハロウィーン・ホラー・ナイト』は、期間中の金・土・日・月曜日と祝日の18時 - パーククローズ、「バイオハザード・ザ・リアル 2」は8月8日 - 11月9日の期間中毎日終日）に開催された。『ハロウィーン・ホラー・ナイト』では当時最多となる7種類のコンテンツが展開された。

### パレード・デ・カーニバル
開催場所: パレードルート（ハリウッド・エリア - ニューヨーク・エリア）、タイプ: パレード、所要時間: 約40分（1日1回）、協賛: アートコーポレーション株式会社
「マスカレード」「マルディグラ」「リオのカーニバル」など、世界でも有数のカーニバルが集結したパレード。華やかな衣装を身にまとっ た総勢100名を超えるエンターテイナーやハロウィーンらしいコスチュームを身にまとったキャラクターたち、音楽の生演奏が、それぞれのカーニバルの世界観を再現した大小あわせて9台のフロートで登場する。パレードでは「マルディグラ」の伝統要素を取り入れ、途中4ヶ所で停止し、ビーズネックレスを毎日1万本沿道に向かって投げ、プレゼントされる。
当年は、小学生以下のゲストには、安心してビーズをキャッチできるよう「キッズ・エリア」が設置され、 ビーズをキャッチできなかったゲストには『ビーズ・フォア・キッズ・スポット』（ステージ18）で、ビーズを1人につき1本渡されるサービスも展開された。また、パレードへの出演権をかけたエンターテイメント『スカウト・デ・カーニバ ル』が、グラマシーパークで開催された。

### トリック・オア・トリート
開催場所: パークワイド、開催時間: 10時 - 17時、タイプ: ストリート・エンターテイメント
小学生以下のゲストを対象に「トリック・オア・トリート」を合言葉に、キャンディやスナック菓子など様々なお菓子をつかみどりしたり、ハロウィーンならではの衣装を身にまとったパークの仲間たちやエンターテイナー、クルーからお菓子をもらうことができる。当年より、ユニバーサル・ワンダーランドに加えて、ハリウッド大通りなどパークワイドで広く開催された。

### ハロウィーン・ハピネス・マーケット
ハロウィーンの装飾を施したカートが立ち並び、ハロウィーンのフードの数々や、仮装を手軽に楽しめるグッズ、フェイスペイントなどが楽しめる、当年より初登場したエリア。

### ハリウッド・パーティ
ハリウッド・パーティは、ホラーショップに一新してオープンした。身に着けることでゾンビに襲われる確率を高める「ゾンビのエジキ」、ゲスト自身がゾンビ化できるパーク初となる「特殊メイク体験」などが販売された。

### ハロウィーン・ホラー・ナイト

#### ストリート・ゾンビ
開催場所: パークワイド、開催時間: 18時 - パーククローズ、タイプ: ストリート・ショー
パークの各所で、口や身体から大量の血や体液を撒き散らしながら迫ってくるゾンビに襲われるエンターテイメント。当年より、オレンジ色の囚人服に身を包み、武器をもって無差別にゲストを追いまわす、ゾンビ軍団「スーパー・ゾンビ」が新たに登場した。

#### チャッキーのホラー・ファクトリー
| チャッキーのホラー・ファクトリー Chucky's Horror Factory | チャッキーのホラー・ファクトリー Chucky's Horror Factory |
| -------------------------------------------------------- | -------------------------------------------------------- |
| オープン日                                               | 2014年9月12日                                            |
| クローズ日                                               | 2014年11月9日                                            |
| タイプ                                                   | ウォークスルー・メイズ                                   |
| 所要時間                                                 | 約5分                                                    |
| 利用制限                                                 | 年齢制限：小学生以下利用不可                             |
| エクスプレス・パス                                       | ○                                                        |

開催場所: ステージ22、開催時間: ハロウィーン・ホラー・ナイト開催日12時 - パーククローズ
映画『チャイルド・プレイ』をテーマに新登場した、ウォークスルー・メイズ。
舞台は大型トイショップとそこに隣接する荒廃したおもちゃ工場。チャッキーについて不敵な笑みを浮かべながら話しているピエロを尻目に、荒廃したおもちゃ工場へ進むと、凶暴化したチャッキーや襲われた人々が、ゲストを恐怖のどん底へ突き落とし、究極の切迫感を呼び起こす。

#### 呪怨～呪われたアトラクション～
開催場所: バック・トゥ・ザ・フューチャー・ザ・ライド/ジュラシック・パーク・ザ・ライド、開催時間: 18時 - パーククローズ
映画『呪怨 終わりの始まり』をテーマに新登場した、ホラー・アトラクション。

##### バック・トゥ・ザ・フューチャー・ザ・ライド
| 呪怨～呪われたアトラクション～ Ju-on -The Cursed Attraction- | 呪怨～呪われたアトラクション～ Ju-on -The Cursed Attraction-                        |
| ------------------------------------------------------------ | ----------------------------------------------------------------------------------- |
| オープン日                                                   | 2014年9月12日                                                                       |
| クローズ日                                                   | 2014年11月9日                                                                       |
| タイプ                                                       | ホラー・アトラクション                                                              |
| スポンサー                                                   | トヨタ自動車株式会社                                                                |
| 所要時間                                                     | 約5分                                                                               |
| 定員                                                         | 8名（4名×2列）                                                                      |
| 利用制限                                                     | 身長制限122cm以上、付き添い者同伴の場合は102cm以上 年齢制限: 小学生以下大人同伴必要 |
| エクスプレス・パス                                           | ○                                                                                   |

待ち列では時折、「佐伯伽椰子」の鼻歌や呻き声が聞え、映像にノイズや「佐伯俊雄」の姿が映るようになる。ライド乗車後も、途中までは通常時と変わりないが、タイムスリップ先が「佐伯伽椰子」の家となり、彼女が迫ってくる。同時に「見学者が監視カメラから消えた」というアナウンスと共に映像とライドが停止し、ライドから降車する。出口までの廊下には「佐伯伽椰子」がおり、ゲストを連れ去っていく。
本アトラクション実施期間中は、パークオープンから17時までは通常の「バック・トゥ・ザ・フューチャー・ザ・ライド」が運営され、18時以降に本アトラクションが運営される。

##### ジュラシック・パーク・ザ・ライド
| 呪怨～呪われたアトラクション～ Ju-on -The Cursed Attraction- | 呪怨～呪われたアトラクション～ Ju-on -The Cursed Attraction-                        |
| ------------------------------------------------------------ | ----------------------------------------------------------------------------------- |
| オープン日                                                   | 2014年9月12日                                                                       |
| クローズ日                                                   | 2014年11月9日                                                                       |
| タイプ                                                       | ホラー・アトラクション                                                              |
| スポンサー                                                   | アートコーポレーション株式会社                                                      |
| 所要時間                                                     | 約7分                                                                               |
| 定員                                                         | 25名（5名×5列）                                                                     |
| 利用制限                                                     | 身長制限122cm以上、付き添い者同伴の場合は107cm以上 年齢制限: 小学生以下大人同伴必要 |
| エクスプレス・パス                                           | ○                                                                                   |

照明やモニターが消されて真っ暗な待ち列を進み、ゲストは恐竜ツアーへと出発する。途中でツアーの案内音声が途切れ、「佐伯伽椰子」の鼻歌が流れ始めると、水路脇にたくさんの遺体が見えるようになる。クライマックスでは、「佐伯伽椰子」がボートのゲストを襲う。
本アトラクション実施期間中は、パークオープンから17時までは通常の「ジュラシック・パーク・ザ・ライド」が運営され、18時以降に本アトラクションが運営される。

#### ダークレストラン～恐怖の晩餐会～
| ダークレストラン～恐怖の晩餐会～ | ダークレストラン～恐怖の晩餐会～ |
| -------------------------------- | -------------------------------- |
| オープン日                       | 2014年9月12日                    |
| クローズ日                       | 2014年11月9日                    |
| タイプ                           | ホラー・レストラン               |

開催場所: ロンバーズ・ランディング2階、開催時間: ハロウィーン・ホラー・ナイト開催日11時30分/13時40分/17時20分/19時30分、所要時間: 約60分、価格: 1名￥4,500（税込）
恐怖と食事を融合させたホラー・アトラクション。前年はチケットが完売するほど人気となり、当年は、内容をパワーアップし、開催回数も2倍に増強した。
舞台は、サンフランシスコにある、殺人事件がきっかけで廃墟となった老舗レストラン。店内に入るとまず、レストランの恐ろしい背景を説明する映像が流れ、その後、アイマスクを付けて食事の部屋へ移動する。そして、何も見えない暗闇の中で、深い恨みを抱えている料理長が語る恐ろしい過去におびえ、暗闇で手探りで食事する初めての経験に戸惑いながら、料理人渾身のフルコースを一品ずつ味わっていく。途中、不気味な物音や、耳元でささやく声、背中に伸びる手など、見えない恐怖に襲われる。
開催場所: スペース・ファンタジー・ザ・ライド/ターミネーター 2:3-D/バックドラフト、開催時間: 18時 - パーククローズ

##### スペース・ファンタジー・ザ・ライド
| 貞子 ～呪われたアトラクション～ Sadako -The Cursed Attraction- | 貞子 ～呪われたアトラクション～ Sadako -The Cursed Attraction-                                          |
| -------------------------------------------------------------- | --- |
| オープン日                                                     | 2014年9月12日                                                                                           |
| クローズ日                                                     | 2014年11月9日                                                                                           |
| タイプ                                                         | ホラー・アトラクション                                                                                  |
| スポンサー                                                     | 株式会社NTTドコモ                                                                                       |
| 所要時間                                                       | 約10分                                                                                                  |
| 定員                                                           | 8名（2名×4列）                                                                                          |
| 利用制限                                                       | 身長制限: 122cm以上、付き添い者同伴の場合は102cm以上 年齢制限: 小学生以下大人同伴推奨、未就学児体験不可 |
| エクスプレス・パス                                             | ○ |

プレショーでは、子供たちが歌う「かごめかごめ」が流れており、扉の向こうから「貞子」が現れる。ライド乗車後、「貞子」について話す女の子たちの会話を聞きながら、暗闇の中をライドが疾走する。
本アトラクション実施期間中は、パークオープンから17時までは通常の「スペース・ファンタジー・ザ・ライド」が運営され、18時以降に本アトラクションが運営される。

##### ターミネーター 2:3-D
| 貞子 ～呪われたアトラクション～ Sadako -The Cursed Attraction- | 貞子 ～呪われたアトラクション～ Sadako -The Cursed Attraction- |
| -------------------------------------------------------------- | -------------------------------------------------------------- |
| オープン日                                                     | 2014年9月12日                                                  |
| クローズ日                                                     | 2014年11月9日                                                  |
| タイプ                                                         | ホラー・アトラクション                                         |
| スポンサー                                                     | 日本電気株式会社                                               |
| 所要時間                                                       | 約10分                                                         |
| 定員                                                           | 750名（車イス、電動車イススペース8台）                         |
| 利用制限                                                       | 年齢制限: 小学生以下大人同伴推奨、未就学児体験不可             |
| エクスプレス・パス                                             | ○                                                              |

ゲストは、サイバーダインシステム社が企画した「ビジターセンターツアー」に参加する。
極秘プレゼンテーション前のプレショーでは、サイバーダイン社の”メディアコントロール主任ディレクター”である綾小路麗華がゲストを出迎える。ゲストを毒舌で弄った後、サイバーダインシステム社の理念を理解してもらいたいという趣旨のサイバーダイン社の技術的貢献に関するプロモーションビデオを鑑賞する。途中画面にノイズが走り、井戸と「貞子」が映し出され、同時にステージにも「貞子」が現れる。綾小路麗華は、突然のトラブルに戸惑いながらも、ゲストをメインホールへ進むよう促す。
メインホールでプレゼンテーションがスタートしようという時、着席しないゲストに綾小路麗華が注意するが、そのゲストは悲鳴を上げながら走り去ってしまう。スクリーンには「貞子」の顔をした綾小路麗華が映し出され、綾小路麗華は失神して倒れてしまう。スクリーンには、再び井戸と「貞子」が映し出され、ホールのいたるところに現れる。「貞子」の姿がなくなると、再び綾小路麗華が登場し、ゲストにアトラクションの感想を聞く。この後の説明をしていると、背後から「貞子」が現れ、綾小路麗華を襲う。
本アトラクション実施期間中は、パークオープンから16時30分までは通常の「ターミネーター2:3D」が運営され、18時以降に本アトラクションが運営される。

##### バックドラフト
| 貞子 ～呪われたアトラクション～ Sadako -The Cursed Attraction- | 貞子 ～呪われたアトラクション～ Sadako -The Cursed Attraction- |
| -------------------------------------------------------------- | -------------------------------------------------------------- |
| オープン日                                                     | 2014年9月12日                                                  |
| クローズ日                                                     | 2014年11月9日                                                  |
| タイプ                                                         | ホラー・アトラクション                                         |
| 定員                                                           | 240名（車イス・電動車イススペース5台）                         |
| 利用制限                                                       | 年齢制限: 小学生以下大人同伴必要、未就学児体験不可             |
| エクスプレス・パス                                             | ○                                                              |

「心霊科学研究室」と題し、怪奇現象が化学的に実証されており、存在しないことを証明する実演が行われている。
1つ目の部屋では、「生き人形の呪い」について語られる。研究員は、市松人形の表情が変わることについての映像を上映し、実演して見せる。しかし、人形に触れてから不可解な現象が起こり始める。2つめの部屋では、「呪いの動画」について語られる。それを見ると1週間後に死亡するといわれているが、研究員は視聴してから1週間経った当日になっても異変は起きていないという。しかし、映像の途中に井戸と「貞子」が映し出され、映像を止めにプロジェクターのもとへ走るが、そこで何者かに襲われてしまう。研究員が戻ってこないことを見かねたクルーは、安全確認を行うため3つ目の部屋へと案内する。3つ目の部屋では、井戸から「貞子」が現れるが、ゲストの列の中を「貞子」が走り抜けてくるのであった。
本アトラクション実施期間中は、パークオープンから16時30分までは通常の「バックドラフト」が運営され、18時以降に本アトラクションが運営される。

#### 貞子～呪われたレストラン～
| 貞子 ～呪われたレストラン～ | 貞子 ～呪われたレストラン～ |
| --------------------------- | --------------------------- |
| オープン日                  | 2014年9月12日               |
| クローズ日                  | 2014年11月9日               |
| メニュー類                  | 洋食                        |
| タイプ                      | ホラー・レストラン          |

開催場所: ハピネス・カフェ、開催時間: 18時 - 20時、年齢制限: 小学生以下大人同伴推奨、未就学児体験不可
呪いのビデオが流れる店内に「貞子」が登場し、暗闇の中で呪われた食事を楽しむ。

#### ジェイソンのブラッド・ダイナー 3
| ジェイソンのブラッド・ダイナー 3 Jason's Blood Diner 3 | ジェイソンのブラッド・ダイナー 3 Jason's Blood Diner 3 |
| ------------------------------------------------------ | ------------------------------------------------------ |
| オープン日                                             | 2014年9月12日                                          |
| クローズ日                                             | 2014年11月9日                                          |
| タイプ                                                 | ホラー・メイズ                                         |
| 所要時間                                               | 約5分                                                  |
| 利用制限                                               | 年齢制限：小学生以下利用不可                           |
| エクスプレス・パス                                     | ○                                                      |
| チャイルドスイッチ                                     | ○                                                      |

開催場所: ロンバーズ・ランディング1階、開催時間: ハロウィーン・ホラー・ナイト開催日12時 - パーククローズ
映画『13日の金曜日』をテーマに新登場した、ウォークスルー・アトラクション。
ジェイソンからの残酷な恐怖を体験できる。

#### バイオハザード・ザ・リアル 2
| バイオハザード・ザ・リアル 2 Biohazard The Real 2 | バイオハザード・ザ・リアル 2 Biohazard The Real 2 |
| ------------------------------------------------- | ------------------------------------------------- |
| オープン日                                        | 2014年8月8日                                      |
| クローズ日                                        | 2014年11月9日                                     |
| タイプ                                            | ウォークスルー・アトラクション                    |
| 所要時間                                          | 約8分                                             |
| 利用制限                                          | 年齢制限: 未就学児、小学生以下体験不可            |
| エクスプレス・パス                                | ○                                                 |

開催場所: パレスシアター2階、開催時間: パークオープン1時間後 - パーククローズ1時間前（ハロウィーン・ホラー・ナイト開催日: 12時 - パーククローズ）
ゲーム『バイオハザード』をテーマに、カプコン監修のもと、再登場したウォークスルー・メイズ。ゲストはウイルスに侵された街「ラクーンシティ」を舞台に、襲ってくるクリーチャーを銃で倒し、「生き残りをかけた戦闘」に臨む。開始とともに銃には「感染率」が表示され、クリーチャーに近寄られる度に感染率があがっていく。
前年は、「生還率0.002％の超高難度」と話題とり、当年もクリーチャーとの遭遇率が上がったことから「生還率はほぼゼロ」との触れ込みとなった。またゲストが持つ武器として、重量1500g、長さ64cmのショットガンが新たに導入され、ボリューム、ギミック共に進化を遂げた。ゲーム内で登場する回復アイテム「ハーブ」も新たに導入された。
本アトラクションの体験には、無料の整理券又は有料のエクスプレス・パスが必要となる。

## 2015年
9月11日 - 11月8日（『ハロウィーン・ホラー・ナイト』は、9月・11月は期間中の金・土・日・月曜日と祝日、10月は29日を除く全日）に開催された。『ハロウィーン・ホラー・ナイト』では当時最多・最恐となる9種類のコンテンツが展開された。

### パレード・デ・カーニバル
開催場所: パレードルート（ハリウッド・エリア - ニューヨーク・エリア）、タイプ: パレード、所要時間: 約40分（1日1回）、協賛: アートコーポレーション株式会社
「マスカレード」「マルディグラ」「リオのカーニバル」など、世界でも有数のカーニバルが集結したパレード。華やかな衣装を身にまとっ た総勢100名を超えるエンターテイナーやハロウィーンらしいコスチュームを身にまとったキャラクターたち、音楽の生演奏が、それぞれのカーニバルの世界観を再現した大小あわせて9台のフロートで登場する。パレードでは「マルディグラ」の伝統要素を取り入れ、途中4ヶ所で停止し、ビーズネックレスを毎日沿道に向かって投げ、プレゼントされる。

### コスチューム・パーティ #仮装で熱狂
開催場所: グラマシーパーク、タイプ: エンターテイメント・ショー
思い思いの自由な仮装で参加し、ハロウィーンの渦に巻き込まれる仮装パーティ。色とりどりのコンフェティが舞い上がる中、ダンスしたり、写真撮影をして楽しむことができる。Twitterへハッシュタグ“＃仮装で熱狂”とともにパークで撮影した仮装写真を投稿しようすると、パークのキャラクターからコメントが届くサプライズも用意された。

### トリック・オア・トリート
開催場所: パークワイド、開催時間: 10時 - 13時、タイプ: ストリート・エンターテイメント、協賛: UHA味覚糖
「トリック・オア・トリート」を合言葉に、キャンディやスナック菓子など様々なお菓子をつかみどりしたり、ハロウィーンならではの衣装を身にまとったパークの仲間たちやエンターテイナー、クルーからお菓子をもらうことができる。

### ハロウィーン・ホラー・ナイト

#### ストリート・ゾンビ
開催場所: パークワイド、開催時間: 18時 - パーククローズ、タイプ: ストリート・ショー
パークの各所で、口や身体から大量の血や体液を撒き散らしながら迫ってくるゾンビに襲われるエンターテイメントである。当年より、全身を血に染めた「レッド・ゾンビ」、まるで人間とは思えないほどの巨大な「ファット・ゾンビ」、周囲にウイルスをまき散らす「キャリア」など、多種多様のゾンビが新たに登場した。また、パークの至るところで起こる爆発により、ゾンビのウイルスが拡散し、ゲストがゾンビ化する新演出が導入された。さらに、パークに音楽が鳴り響くと共にゾンビが集結し、ゾンビダンスが突如発生する『ゾンビ・モブ』が今年も開催された。

#### エイリアン vs. プレデター
| エイリアン vs.プレデター Alien vs. Predator | エイリアン vs.プレデター Alien vs. Predator |
| ------------------------------------------- | ------------------------------------------- |
| オープン日                                  | 2015年9月11日                               |
| クローズ日                                  | 2015年11月8日                               |
| タイプ                                      | ウォークスルー・アトラクション              |
| 利用制限                                    | 年齢制限: 小学生以下大人同伴必要            |
| エクスプレス・パス                          | ○                                           |

開催場所: 新アトラクション・エリア、開催時間: 12時 - パーククローズ
映画『エイリアンvsプレデター』をテーマに新登場した、ウォークスルー・アトラクション。エイリアンの巣くつと化したラボで、ゲストは冷酷非道でおぞましい攻撃を繰り出すエイリアンと、どう猛かつ神出鬼没なプレデターとの戦いに巻き込まれる。

#### エルム街の悪夢～THE NIGHT KILLER～
開催場所: ロンバーズ・ランディング 1階、開催時間: 12時 - パーククローズ
| エルム街の悪夢～THE NIGHT KILLER～ A Nightmare on Elm Street -THE NIGHT KILLER- | エルム街の悪夢～THE NIGHT KILLER～ A Nightmare on Elm Street -THE NIGHT KILLER- |
| ------------------------------------------------------------------------------- | ------------------------------------------------------------------------------- |
| オープン日                                                                      | 2015年9月11日                                                                   |
| クローズ日                                                                      | 2015年11月8日                                                                   |
| タイプ                                                                          | ウォークスルー・アトラクション                                                  |
| 利用制限                                                                        | 年齢制限：小学生以下利用不可                                                    |
| エクスプレス・パス                                                              | ○                                                                               |

映画『エルム街の悪夢』をテーマに新登場した、ウォークスルー・アトラクション。悪夢の世界に引きずり込まれたゲストは、現実の世界に戻るため、フレディの館へ侵入し、悪夢にとらわれた少女を探すが、執拗にフレディに狙われ続ける。

#### 学校の怪談
| 学校の怪談 Gakko no Kaidan | 学校の怪談 Gakko no Kaidan             |
| -------------------------- | -------------------------------------- |
| オープン日                 | 2015年9月11日                          |
| クローズ日                 | 2015年11月8日                          |
| タイプ                     | シアター・ショー                       |
| スポンサー                 | 株式会社エディオン（施設協賛）         |
| 定員                       | 324名（車イス、電動車イススペース4台） |
| 利用制限                   | 年齢制限: 小学生以下大人同伴必要       |
| エクスプレス・パス         | ○                                      |

開催場所: ユニバーサル・シネマ4-D、開催時間: パークオープン - パーククローズ
映画『学校の怪談』をテーマに新登場した、シアター・アトラクション。「トイレの花子さん」や「こっくりさん」、「口裂け女」など、だれもが聞いたことのあるストーリーが描かれる。映像や音だけでなく、4D特殊演出によって、振動や血しぶきなどもリアルに再現される。

#### トラウマ～最恐実験病棟～
| トラウマ～最恐実験病棟～ TRAUMA | トラウマ～最恐実験病棟～ TRAUMA |
| ------------------------------- | ------------------------------- |
| オープン日                      | 2015年9月11日                   |
| クローズ日                      | 2015年11月8日                   |
| タイプ                          | ウォークスルー・アトラクション  |
| 利用制限                        | 年齢制限：中学生以下利用不可    |
| エクスプレス・パス              | ○                               |

開催場所: ステージ18、開催時間: 12時 - パーククローズ
パーク史上最高のホラーレベルを誇る、新登場したウォークスルー・アトラクション。かつて、心理学者が「人間はどこまでの恐怖に耐えられるか」という実験を行っていた施設を現代によみがえらせたという設定のもと、体験者は施設内を歩いて進みながら、数々の衝撃的な実験を目の当たりにする。
本アトラクションはR15指定のため、体験には有料の専用チケットの購入および誓約書の提出が必要となる。

#### チャッキーのホラー・ファクトリー2
| チャッキーのホラー・ファクトリー2 Chucky's Horror Factory 2 | チャッキーのホラー・ファクトリー2 Chucky's Horror Factory 2 |
| ----------------------------------------------------------- | ----------------------------------------------------------- |
| オープン日                                                  | 2015年9月11日                                               |
| クローズ日                                                  | 2015年11月8日                                               |
| タイプ                                                      | ウォークスルー・アトラクション                              |
| 利用制限                                                    | 年齢制限：小学生以下利用不可                                |
| エクスプレス・パス                                          | ○                                                           |

開催場所: ステージ22、開催時間: 12時 - パーククローズ
映画『チャイルド・プレイ』をテーマに、パワーアップして再登場したウォークスルー・メイズ。荒廃したおもちゃ工場で凶暴化したチャッキーが、再びゲストを恐怖のどん底へ突き落とし、究極の切迫感を呼び起こす。

#### バイオハザード・ザ・リアル 3
| バイオハザード・ザ・リアル 3 Biohazard The Real 3 | バイオハザード・ザ・リアル 3 Biohazard The Real 3 |
| ------------------------------------------------- | ------------------------------------------------- |
| オープン日                                        | 2015年7月3日                                      |
| クローズ日                                        | 2015年11月8日                                     |
| タイプ                                            | ウォークスルー・アトラクション                    |
| 所要時間                                          | 約8分                                             |
| 利用制限                                          | 年齢制限：小学生以下利用不可                      |
| エクスプレス・パス                                | ○                                                 |

開催場所: パレスシアター 2階、開催時間: 12時 - パーククローズ
ゲーム『バイオハザード』をテーマに、パワーアップして再登場したウォークスルー・メイズ。ゲストはウイルスに侵された街「ラクーンシティ」での戦いに巻き込まれ、プロジェクション・ゴーグルを顔に装着し、ゾンビやクリーチャーを相手に「生き残りをかけた戦闘」に臨む。7月3日より一足先にオープンしていた。
本アトラクションの体験には、無料の整理券又はエクスプレス・パスが必要となる。

#### 呪怨～呪われたアトラクション～
| 呪怨 ～呪われたアトラクション～ Ju-on -The Cursed Attraction- | 呪怨 ～呪われたアトラクション～ Ju-on -The Cursed Attraction-                      |
| ------------------------------------------------------------- | ---------------------------------------------------------------------------------- |
| オープン日                                                    | 2015年9月11日                                                                      |
| クローズ日                                                    | 2015年11月8日                                                                      |
| タイプ                                                        | ライド・アトラクション                                                             |
| 定員                                                          | 8名（4名×2列）                                                                     |
| 利用制限                                                      | 年齢制限: 小学生以下大人同伴必要 身長制限122cm以上 付き添い者同伴の場合は102cm以上 |
| エクスプレス・パス                                            | ○                                                                                  |

開催場所: バック・トゥ・ザ・フューチャー・ザ・ライド、開催時間: パークオープン - パーククローズ
映画『呪怨 終わりの始まり』をテーマに、再登場したライド・アトラクション。

#### 貞子 ～呪われたアトラクション～
| 貞子 ～呪われたアトラクション～ Sadako -The Cursed Attraction- | 貞子 ～呪われたアトラクション～ Sadako -The Cursed Attraction-                                                       |
| -------------------------------------------------------------- | --- |
| オープン日                                                     | 2015年9月11日 |
| クローズ日                                                     | 2015年11月8日 |
| タイプ                                                         | ホラー・アトラクション                                                                                               |
| スポンサー                                                     | スペース・ファンタジー・ザ・ライド: 株式会社NTTドコモ（施設協賛）、ターミネーター2:3-D: 日本電気株式会社（施設協賛） |
| 定員                                                           | スペース・ファンタジー・ザ・ライド: 8名（2名×4列）、ターミネーター2:3-D: 750名（車イス、電動車イススペース8台）      |
| 利用制限                                                       | 年齢制限: 小学生以下大人同伴必要                                                                                     |
| エクスプレス・パス                                             | ○ |

開催場所: スペース・ファンタジー・ザ・ ライド、ターミネーター2:3D、開催時間: パークオープン - パーククローズ
映画『貞子』をテーマに、「ターミネーター2:3D」に登場する綾小路麗華とコラボしたホラー・シアター。貞子の呪いで次々と起こる不具合や奇妙な現象を体験する。

## 2016年
9月9日（『ハロウィーン・ホラー・ナイト』は9月10日） - 11月6日に開催された。当年はパーク開業15周年に当たり、『ハロウィーン・ホラー・ナイト』では当時最多・最恐となる10種類のコンテンツが展開された。

### ハロウィーン・ホラー・ナイト

#### ストリート・ゾンビ、ゾンビ・モブ
開催場所: パークワイド、開催時間: 18時 - パーククローズ、タイプ: ホラー・エンターテイメント
パークの各所で、口や身体から大量の血や体液を撒き散らしながら迫ってくるゾンビに襲われるエンターテイメントである。当年より、ゲスト自身の力で脱出しなければならない切迫感ある状況に追い込まれる新演出が導入された。

#### Jホラー・エリア
開催時間: 12時 - パーククローズ、タイプ: ホラー・エリア
パーク史上初となる、純国産ホラーの恐怖を創りだしたエリア。赤い鳥居をくぐり抜けると、朽ち果てた廃村が広がり、その先にはウォークスルー・メイズ『祟TATARI ～生き人形の呪い～』がある。

#### 祟TATARI ～生き人形の呪い～
| 祟TATARI ～生き人形の呪い～ | 祟TATARI ～生き人形の呪い～  |
| --------------------------- | ---------------------------- |
| オープン日                  | 2016年9月10日                |
| クローズ日                  | 2016年11月6日                |
| タイプ                      | ウォークスルー・メイズ       |
| 所要時間                    | 約5分                        |
| 利用制限                    | 年齢制限：小学生以下利用不可 |
| エクスプレス・パス          | ○                            |

開催場所: Jホラー・エリア、開催時間: 12時 - パーククローズ
『Jホラー・エリア』の先にあるウォークスルー・メイズ。与えられたミッションを遂行するべく、神社内に足を踏み入れたゲストは、和歌山県に実在する淡嶋神社で供養された日本人形が出迎えられる。

#### トラウマ2 ～最恐実験病棟～
| トラウマ2 ～最恐実験病棟～ | トラウマ2 ～最恐実験病棟～   |
| -------------------------- | ---------------------------- |
| オープン日                 | 2016年9月10日                |
| クローズ日                 | 2016年11月6日                |
| タイプ                     | 強要型メイズ                 |
| 所要時間                   | 約20分                       |
| 利用制限                   | 年齢制限：中学生以下利用不可 |
| エクスプレス・パス         | ○                            |

開催場所: ステージ18 1階、開催時間: 12時 - パーククローズ
前年にリタイアしたゲストが続出した強制型メイズの新作。閉塞空間内で、ゲストは手足の自由を奪われた完全拘束の状態で、自身が人体実験の対象となる恐怖を味わう。
本アトラクションはR15指定のため、体験には有料の専用チケットの購入および誓約書の提出が必要となる。

#### エクソシスト ～悪魔祓いの館～
| エクソシスト ～悪魔祓いの館～ | エクソシスト ～悪魔祓いの館～ |
| ----------------------------- | ----------------------------- |
| オープン日                    | 2016年9月10日                 |
| クローズ日                    | 2016年11月6日                 |
| タイプ                        | ウォークスルー・メイズ        |
| 所要時間                      | 約5分                         |
| 利用制限                      | 年齢制限：小学生以下利用不可  |
| エクスプレス・パス            | ○                             |

開催場所: パレスシアター2階、開催時間: 12時 - パーククローズ
映画『エクソシスト』をテーマにしたウォークスルー・メイズ。当年より新登場した。不気味な舘の中で、ゲストは幼い少女に憑依した邪悪な悪魔と、悪魔祓いを行うことになった人間との壮絶な戦いに巻き込まれていく。
本アトラクションの体験には、パークオープンからステージ14で配布されている無料の整理券が必要となる。

#### エルム街の悪夢 ザ・メイズ2
| エルム街の悪夢 ザ・メイズ2 | エルム街の悪夢 ザ・メイズ2   |
| -------------------------- | ---------------------------- |
| オープン日                 | 2016年9月10日                |
| クローズ日                 | 2016年11月6日                |
| タイプ                     | ウォークスルー・メイズ       |
| 所要時間                   | 約5分                        |
| 利用制限                   | 年齢制限：小学生以下利用不可 |
| エクスプレス・パス         | ○                            |

開催場所: パレスシアター2階、開催時間: 12時 - パーククローズ
映画『エルム街の悪夢』をテーマにしたウォークスルー・メイズ。ゲストは悪夢の世界に引きずり込まれ、神出鬼没の残忍なフレディから死ぬ気で逃げ惑い、本気の絶叫体験を味わう。
本アトラクションの体験には、パークオープンからステージ14で配布されている無料の整理券が必要となる。

#### チャッキーのホラー・ファクトリー 3
| チャッキーのホラー・ファクトリー 3 | チャッキーのホラー・ファクトリー 3 |
| ---------------------------------- | ---------------------------------- |
| オープン日                         | 2016年9月10日                      |
| クローズ日                         | 2016年11月6日                      |
| タイプ                             | ウォークスルー・メイズ             |
| 所要時間                           | 約5分                              |
| 利用制限                           | 年齢制限：小学生以下利用不可       |
| エクスプレス・パス                 | ○                                  |

開催場所: ステージ22、開催時間: 12時 - パーククローズ
映画『チャイルド・プレイシリーズ』をテーマにしたウォークスルー・メイズ。荒廃したおもちゃ工場で凶暴化したチャッキーが、再びゲストを恐怖のどん底へ突き落とし、究極の切迫感を呼び起こす。

#### 学校の怪談 ～呪われたアトラクション～
| 学校の怪談 ～呪われたアトラクション～ | 学校の怪談 ～呪われたアトラクション～                                                                             |
| ------------------------------------- | --- |
| オープン日                            | 2016年9月10日 |
| クローズ日                            | 2016年11月6日 |
| タイプ                                | ホラー・アトラクション                                                                                            |
| スポンサー                            | バックドラフト: 株式会社JCB（施設協賛）、シネマ4-Dシアター: 株式会社エディオン（施設協賛）                        |
| 所要時間                              | 約15分 |
| 定員                                  | バックドラフト: 240名（車イス・電動車イススペース5台）、シネマ4-Dシアター: 324名（車イス、電動車イススペース4台） |
| 利用制限                              | 年齢制限: 小学生以下大人同伴必要                                                                                  |
| エクスプレス・パス                    | ○ |

開催場所: バックドラフト、シネマ4-Dシアター、開催時間: 18時 - パーククローズ
映画『学校の怪談』をテーマにしたホラー・アトラクション。当年は、シネマ 4-Dシアターと「バックドラフト」の2つのアトラクションで展開された。次々に起こる奇怪な現象に息もつけぬほどのハラハラドキドキの恐怖体験を味わうことができる。

#### 貞子 ～呪われたアトラクション～
| 貞子 ～呪われたアトラクション～ Sadako -The Cursed Attraction- | 貞子 ～呪われたアトラクション～ Sadako -The Cursed Attraction- |
| -------------------------------------------------------------- | -------------------------------------------------------------- |
| オープン日                                                     | 2016年9月10日                                                  |
| クローズ日                                                     | 2016年11月6日                                                  |
| タイプ                                                         | ホラー・アトラクション                                         |
| スポンサー                                                     | 日本電気株式会社（施設協賛）                                   |
| 所要時間                                                       | 約30分                                                         |
| 定員                                                           | 750名（車イス、電動車イススペース8台）                         |
| 利用制限                                                       | 年齢制限: 小学生以下大人同伴必要                               |
| エクスプレス・パス                                             | ○                                                              |

開催場所: ターミネーター2:3D、開催時間: 18時 - パーククローズ
映画『貞子3D2』をテーマに、「ターミネーター2:3D」に登場する綾小路麗華とコラボしたホラー・シアター。貞子の呪いで次々と起こる不具合や奇妙な現象を体験する。
本アトラクション実施期間中は、パークオープンから16時30分までは通常の「ターミネーター2:3D」が運営され、18時以降に本アトラクションが運営される。

### 大熱狂の昼のやり過ぎプロダクト

#### ユニバーサル・RE-BOOOOOOOORN・パレード ～ハロウィーンver.～
開催場所: パークワイド、開催時間: 14時30分 - 、タイプ: パレード、協賛: アートコーポレーション株式会社
パーク開業15周年を記念したパレードがハロウィーン・バージョンとなって登場した。ゲストは、容赦なく降りかかる大量の泡や、想像を絶する量の紙吹雪など、あり得ない“やり過ぎ”演出に巻き込まれる。『セサミストリート』の仲間や「ミニオンズ」などの人気キャラクターや総勢100名を超えるエンターテイナーが集結する。

#### リ・ボーン・パーティ #仮装で熱狂
開催場所: グラマシーパーク、タイプ: エンターテイメント・ショー
思い思いの自由な仮装で参加し、ハロウィーンの渦に巻き込まれる仮装パーティ。当日の仮装＆熱狂キング・クイーンも選出されるインタラクティブなエンターテイメントである。Twitterへハッシュタグ“＃仮装で熱狂”とともにパークで撮影した仮装写真を投稿しようすると、パークのキャラクター『綾小路麗華』からコメントが届くサプライズも用意された。

#### “やりすぎ”トリック・オア・トリート
開催場所: ハリウッド大通り、開催時間: 10時 - 13時、タイプ: ストリート・エンターテイメント、協賛: UHA味覚糖
目を疑うほどの大量のお菓子がなだれ落ちてくる『“やりすぎ”トリック・オア・トリート』が、当年より新たに登場した。「トリック・オア・トリート」を合言葉に、お菓子の山からお菓子をつかみとる、小学生以下のゲストを対象にしたエンターテイメントである。

## 2017年
9月8日（『ハロウィーン・ホラー・ナイト』は9月9日） - 11月5日に開催された。また『ユニバーサル・サプライズ・ハロウィーン』のイメージキャラクターに、女優の広瀬すずが起用された。

### ハロウィーン・ホラー・ナイト

#### ストリート・ゾンビ、ゾンビ・モブ
開催場所: パークワイド、開催時間: 18時 - パーククローズ、タイプ: ホラー・エンターテインメント
パークのあらゆる場所で、当時パーク史上最多となる20種類に及ぶゾンビが、口や身体から大量の血や体液を撒き散らしながらゲストに襲いかかる。本年より、雨の日限定で出没するゾンビも新登場した。

#### デッドマンズ・フォレスト ～死の森からの脱出～
| デッドマンズ・フォレスト ～死の森からの脱出～ | デッドマンズ・フォレスト ～死の森からの脱出～ |
| --------------------------------------------- | --------------------------------------------- |
| オープン日                                    | 2017年9月9日                                  |
| クローズ日                                    | 2017年11月5日                                 |
| タイプ                                        | ホラー・メイズ                                |
| スポンサー                                    | 株式会社JCB（施設協賛）                       |
| 所要時間                                      | 約30分                                        |
| 利用制限                                      | 年齢制限: 小学生以下利用不可                  |
| エクスプレス・パス                            | ○                                             |

開催場所: バックドラフト、開催時間: 10時 - パーククローズ

無数のゾンビたちがうごめく、地獄のような場所を舞台に、ゲストは‘死ぬ’か‘生きる’かを賭けて生き残るための行動を起こ

#### トラウマ 3 ～最悪監禁実験室～
| トラウマ 3 ～最悪監禁実験室～ | トラウマ 3 ～最悪監禁実験室～ |
| ----------------------------- | ----------------------------- |
| オープン日                    | 2017年9月9日                  |
| クローズ日                    | 2017年11月5日                 |
| タイプ                        | ホラー・メイズ                |
| 所要時間                      | 約35分（体験者により異なる）  |
| 利用制限                      | 年齢制限: 中学生以下利用不可  |
| エクスプレス・パス            | ○                             |

開催場所: ステージ18、開催時間: 12時 - パーククローズ
マッドサイエンティストたちの人体実験場を舞台に、恐怖に襲われながら、歩いても歩いても出口の見えない中を前に進むウォークスルー・メイズ。

本アトラクションの体験には、有料の専用チケットが必要となる。

#### カルト・オブ・チャッキー ～チャッキーの狂気病棟～
| カルト・オブ・チャッキー ～チャッキーの狂気病棟～ Cult of Chucky - Chucky's Hospital Ward of Madness | カルト・オブ・チャッキー ～チャッキーの狂気病棟～ Cult of Chucky - Chucky's Hospital Ward of Madness |
| --- | --- |
| オープン日                                                                                           | 2017年9月9日                                                                                         |
| クローズ日                                                                                           | 2017年11月5日                                                                                        |
| タイプ                                                                                               | ホラー・メイズ                                                                                       |
| 所要時間                                                                                             | 約5分                                                                                                |
| 利用制限                                                                                             | 年齢制限：小学生以下利用不可                                                                         |
| エクスプレス・パス                                                                                   | ○ |

開催場所: ステージ18

本年から演出も場所も全く新しくなって登場した、映画『チャイルド・プレイ～チャッキーの狂気病棟～』をモチーフにしたホラー・メイズ。病院を舞台にチャッキーが様々なところから襲い掛かってくる。

#### エルム街の悪夢 ザ・メイズ 3
| エルム街の悪夢 ザ・メイズ 3 | エルム街の悪夢 ザ・メイズ 3  |
| --------------------------- | ---------------------------- |
| オープン日                  | 2017年9月9日                 |
| クローズ日                  | 2017年11月5日                |
| タイプ                      | ホラー・メイズ               |
| 所要時間                    | 約5分                        |
| 利用制限                    | 年齢制限：小学生以下利用不可 |
| エクスプレス・パス          | ○                            |

開催場所: パレスシアター、開催時間: 12時 - パーククローズ
映画『エルム街の悪夢』をモチーフにしたホラー・メイズ。悪夢の世界に引きずり込まれたゲストは、神出鬼没の残忍なフレディから死ぬ気で逃げ惑う、本気の絶叫体験を味わ うことが出来る。

本アトラクションの体験には、ステージ22で配布される無料の専用チケットが必要となる。

#### エクソシスト ～悪魔祓いの館～
| エクソシスト ～悪魔祓いの館～ | エクソシスト ～悪魔祓いの館～ |
| ----------------------------- | ----------------------------- |
| オープン日                    | 2017年9月9日                  |
| クローズ日                    | 2017年11月5日                 |
| タイプ                        | ホラー・メイズ                |
| 所要時間                      | 約5分                         |
| 利用制限                      | 年齢制限：小学生以下利用不可  |
| エクスプレス・パス            | ○                             |

開催場所: パレスシアター、開催時間: 12時 - パーククローズ
映画『エクソシスト』をモチーフにしたホラー・メイズ。ゲストは幼い少女に憑依した邪悪な悪魔と、悪魔祓いを行うことになった人間との壮絶な戦いに巻き込まれる。
本アトラクションの体験には、ステージ22で配布される無料の専用チケットが必要となる。

#### 貞子 ～呪われたアトラクション～
| 貞子 ～呪われたアトラクション～ Sadako -The Cursed Attraction- | 貞子 ～呪われたアトラクション～ Sadako -The Cursed Attraction- |
| -------------------------------------------------------------- | -------------------------------------------------------------- |
| オープン日                                                     | 2017年9月9日                                                   |
| クローズ日                                                     | 2017年11月5日                                                  |
| タイプ                                                         | ホラー・シアター                                               |
| スポンサー                                                     | 日本電気株式会社（施設協賛）                                   |
| 所要時間                                                       | 約20分                                                         |
| 定員                                                           | 750名（車イス、電動車イススペース8台）                         |
| 利用制限                                                       | 年齢制限: 小学生以下大人同伴必要                               |
| エクスプレス・パス                                             | ○                                                              |

開催場所: ターミネーター2:3D、開催時間: 18時 - パーククローズ
映画『貞子3Ｄ』をモチーフにしており、ターミネーター2:3Dに登場する綾小路麗華と貞子がコラボしたホラー・シアター。貞子の呪いで次々と起こる不具合や奇妙な現象を体験する。

#### 学校の怪談 ～呪われたアトラクション～
| 学校の怪談～呪われたアトラクション～ | 学校の怪談～呪われたアトラクション～   |
| ------------------------------------ | -------------------------------------- |
| オープン日                           | 2017年10月2日                          |
| クローズ日                           | 2017年11月5日                          |
| タイプ                               | ホラー・シアター                       |
| スポンサー                           | 株式会社エディオン（施設協賛）         |
| 所要時間                             | 約10分                                 |
| 定員                                 | 324名（車イス、電動車イススペース4台） |
| 利用制限                             | 年齢制限: 小学生以下大人同伴必要       |
| エクスプレス・パス                   | ○                                      |

開催場所: シネマ 4-D シアター、開催時間: 18時 - パーククローズ
次々に起こる奇怪な現象にハラハラドキドキの恐怖体験を味わうことがでる。
本アトラクション実施期間中は「シュレック4-Dアドベンチャー」は終日休止、パークオープンから17時までは「セサミストリート4-Dムービーマジック」が運営され、18時以降に本アトラクションが運営される。

### ユニバーサル・サプライズ・ハロウィーン

#### フェスタ・デ･パレード
開催場所: パレードルート、開催時間: 14時30分 - 
世界各国のフェスティバルをモチーフにした昼のパレード。大量の泡や紙ふぶきが舞う中、ハロウィーン・コスチュームのキャラクターやエンターテイナーたちと一緒に、楽しむことができる。

#### ハッピー・トリック・オア・トリート
開催場所: ハリウッド大通り、ミニオン・パーク、開始時間: 10時 - 13時（ハリウッド大通り）、10時 - 17時（ミニオン・パーク）、タイプ: ストリート・エンターテイメント、協賛: UHA味覚糖
仮装したキャラクターたちと共に、降り注ぐ大量のお菓子をキャッチする小学生以下の子供限定のイベント。

## 2018年
9月7日 - 11月4日に開催された。ハロウィーンをテーマにしたシーズナル・イベントが17年目を迎える本年から楽しみ方を一新し、「絶叫ハロウィーン」「大人ハロウィーン」「“こわかわ”ハロウィーン」の3つのハロウィーンが開催された。

### 「大人ハロウィーン」

#### ホテル・アルバート
| ホテル・アルバート Hotel Albert | ホテル・アルバート Hotel Albert |
| ------------------------------- | ------------------------------- |
| オープン日                      | 2018年9月7日                    |
| クローズ日                      | 2018年11月4日                   |
| タイプ                          | ホラー・メイズ                  |
| 利用制限                        | 年齢制限: 中学生以下利用不可    |
| エクスプレス・パス              | ○                               |

開催場所: ステージ18
華やかなホテルを舞台に、ゲスト自らがドアを開け進み、登場人物と話し、事件を目撃するなど、登場人物の一員となることで展開される完全没入型ホラー・メイズ。
本アトラクションの体験には、有料の専用チケットが必要となる。

#### ホテル・アルバート・ラウンジ & フォト・スポット
開催場所: ステージ18
大人ハロウィーン体験をさらに優雅にしてくれるラウンジ。アトラクション体験者のみが入場できる、ゴージャスな空間で、最高に“大人”なフォト・スポットやカクテルを楽しめる。
本アトラクションの体験には、有料の専用チケットが必要となる。

#### サイレンス・イン・ザ・ゴーストシップ
| サイレンス・イン・ザ・ゴーストシップ Silence in the Ghost Ship | サイレンス・イン・ザ・ゴーストシップ Silence in the Ghost Ship |
| -------------------------------------------------------------- | -------------------------------------------------------------- |
| オープン日                                                     | 2018年9月7日                                                   |
| クローズ日                                                     | 2018年11月4日                                                  |
| タイプ                                                         | ホラー・メイズ                                                 |
| 所要時間                                                       | 約5分                                                          |
| 利用制限                                                       | 年齢制限: 小学生以下利用不可                                   |
| エクスプレス・パス                                             | ○                                                              |

開催場所: ステージ18、開催時間: 12時 - パーククローズ
呪われた幽霊船を舞台にしたホラー・メイズ。音を立てれば、体を狙いしのび寄るゴーストに捕えられてしまう為、気配を殺し、息をひそめ、恐ろしいゴーストから逃げ延びなければならない。
本アトラクションの体験には、セントラルパークにて配布されている無料の整理券が必要となる。

#### ブラッド・レジェンド
| ブラッド・レジェンド Blood Legend | ブラッド・レジェンド Blood Legend      |
| --------------------------------- | -------------------------------------- |
| オープン日                        | 2018年9月7日                           |
| クローズ日                        | 2018年11月4日                          |
| タイプ                            | ホラー・シアター                       |
| スポンサー                        | 株式会社エディオン（施設協賛）         |
| 所要時間                          | 約10分                                 |
| 定員                              | 324名（車イス、電動車イススペース4台） |
| 利用制限                          | 年齢制限: 小学生以下大人同伴必要       |
| エクスプレス・パス                | ○                                      |

開催場所: シネマ 4-D シアター、開催時間: 18時 - パーククローズ
人の生き血を求めさまよう、伝説のヴァンパイアが住む家の恐ろしいくも美しい恐怖を4Dの世界で楽しめるのホラー・シアター。
本アトラクション実施期間中は「シュレック4-Dアドベンチャー」は終日休止、パークオープンから17時までは「セサミストリート4-Dムービーマジック」が運営され、18時以降に本アトラクションが運営される。

### 「“こわかわ”ハロウィーン」

#### フェスタ・デ･パレード
開催場所: パレードルート
世界各国のフェスティバルをモチーフにした昼のパレード。大量の泡や紙ふぶきが舞う中、ハロウィーン・コスチュームのキャラクターやエンターテイナーたちと一緒に、楽しむことができる。

#### ハッピー・トリック・オア・トリート
開催場所: ハリウッド大通り、協賛: UHA味覚糖
仮装したキャラクターたちと共に、降り注ぐ大量のお菓子をキャッチする小学生以下の子供限定のイベント。

#### ユニバーサル・ワンダーランド　こわかわナイト
開催場所: ユニバーサル・ワンダーランド
ユニバーサル・ワンダーランド内の装飾に明かりが灯ったり、壁面にハロウィーンのシーンが浮かび上がるなど、エリア初の夜のエンターテイメント。

### 「絶叫ハロウィーン」

#### ストリート・ゾンビ
開催場所: パークワイド
本年より、エリアによって登場するゾンビが異なる。不気味なサーカス団「CIRCUS」、毒まみれの患者「TOXIC」、朽ち果てた海賊たち「PIRATE」のエリアなどが登場した。

#### ゾンビ・デ・ダンス
開催場所: パークワイド
ゾンビとダンスするゲスト参加型ホラー・エンターテイメント。パーク内各所に設置されたステージを中心に開催された。

#### インシディアス～ザ・ラスト・キー～
| インシディアス～ザ・ラスト・キー～ Insidious: The Last Key | インシディアス～ザ・ラスト・キー～ Insidious: The Last Key |
| ---------------------------------------------------------- | ---------------------------------------------------------- |
| オープン日                                                 | 2018年9月7日                                               |
| クローズ日                                                 | 2018年11月4日                                              |
| タイプ                                                     | ホラー・メイズ                                             |
| 利用制限                                                   | 年齢制限: 小学生以下利用不可                               |
| エクスプレス・パス                                         | ○                                                          |

開催場所: パレスシアター、開催時間: 12時 - パーククローズ
ホラー映画『インシディアス 最後の鍵』の世界を再現したホラー・メイズ。不気味な一軒家で繰り広げられる、恐ろしい亡霊との 戦いを目撃する。
本アトラクションの体験には、ステージ14にて配布されている無料の整理券が必要となる。

#### ザ・サバイバル ～デッドマンズ・フォレスト２～
| ザ・サバイバル ～デッドマンズ・フォレスト２～ | ザ・サバイバル ～デッドマンズ・フォレスト２～ |
| --------------------------------------------- | --------------------------------------------- |
| オープン日                                    | 2018年9月7日                                  |
| クローズ日                                    | 2018年11月4日                                 |
| タイプ                                        | ホラー・メイズ                                |
| スポンサー                                    | 株式会社JCB（施設協賛）                       |
| 所要時間                                      | 約25分                                        |
| 利用制限                                      | 年齢制限: 小学生以下利用不可                  |
| エクスプレス・パス                            | ○                                             |

開催場所: バックドラフト、開催時間: 10時 - パーククローズ
薬物に汚染された異形のクリーチャーが巣食う、狂気の地獄へと放たれるホラー・メイズ。ゲスト自らが罠を仕掛け、選択し、ミッションをクリアすることで生還することができる。

#### 貞子 ～呪われたアトラクション～
| 貞子 ～呪われたアトラクション～ Sadako -The Cursed Attraction- | 貞子 ～呪われたアトラクション～ Sadako -The Cursed Attraction- |
| -------------------------------------------------------------- | -------------------------------------------------------------- |
| オープン日                                                     | 2018年9月7日                                                   |
| クローズ日                                                     | 2018年11月4日                                                  |
| タイプ                                                         | ホラー・シアター                                               |
| スポンサー                                                     | 日本電気株式会社（施設協賛）                                   |
| 所要時間                                                       | 約20分                                                         |
| 定員                                                           | 750名（車イス、電動車イススペース8台）                         |
| 利用制限                                                       | 年齢制限: 小学生以下大人同伴必要                               |
| エクスプレス・パス                                             | ○                                                              |

開催場所: ターミネーター2:3D、開催時間: 18時 - パーククローズ
ターミネーター2:3Dに登場する綾小路麗華と貞子がコラボしたホラー・シアター。貞子の呪いで次々と起こる不具合や奇妙な現象を体験する。

#### カルト・オブ・チャッキー ～チャッキーの狂気病棟～
| カルト・オブ・チャッキー ～チャッキーの狂気病棟～ Cult of Chucky - Chucky's Hospital Ward of Madness | カルト・オブ・チャッキー ～チャッキーの狂気病棟～ Cult of Chucky - Chucky's Hospital Ward of Madness |
| --- | --- |
| オープン日                                                                                           | 2018年9月7日                                                                                         |
| クローズ日                                                                                           | 2018年11月4日                                                                                        |
| タイプ                                                                                               | ホラー・メイズ                                                                                       |
| 所要時間                                                                                             | 約5分                                                                                                |
| 利用制限                                                                                             | 年齢制限：小学生以下利用不可                                                                         |
| エクスプレス・パス                                                                                   | ○ |

開催場所：ステージ18
映画『チャイルド・プレイ～チャッキーの狂気病棟～』をモチーフにしたホラー・メイズ。病院を舞台にチャッキーが様々なところから襲い掛かってくる。

## 2019年
9月6日 - 11月4日に開催された。昨年に引き続き、「絶叫ハロウィーン」「大人ハロウィーン」「“こわかわ”ハロウィーン」の3つのハロウィーンが開催され、パーク全域で大幅にスケールアップした。ホラー・メイズやホラーバージョンのアトラクション数が当時で過去最大となった。本年は、「ゾンビ・デ・ダンス」アンバサダーに三代目 J SOUL BROTHERSのメンバーであるNAOTOと山下健二郎が就任した。

### 「絶叫ハロウィーン」

#### ストリート・ゾンビ
開催場所: パークワイド、開催時間: 18時 - パーククローズ、タイプ: ホラー・エンターテイメント
例年のゾンビに加え、新キャラクターである「Dr.カオス」が開発したモンスターたちが新登場した。昨年に引き続き、エリアによって登場するゾンビが異なる。先述した、蘇る伝説のモンスターが登場する「MONSTER」、戦慄のミイラ集団が登場する「MUMMY」のエリアが新たに追加され、「PUNK」「TOXIC」「MUTANT」のエリアが廃止となった。

#### ゾンビ・デ・ダンス
開催場所：パークワイド、タイプ: ホラー・エンターテイメント
三代目 J SOUL BROTHERSの楽曲「Rat-tat-tat」に合わせてゾンビとダンスするゲスト参加型ホラー・エンターテイメント。パーク内各所に設置されたステージを中心に開催された。グラマシーパークでは「Dr.カオス」のパーティが開催され、ステージパフォーマンスが披露された。

#### バイオハザード・ザ・エクストリーム
| バイオハザード・ザ・エクストリーム Biohazard The Extreme | バイオハザード・ザ・エクストリーム Biohazard The Extreme |
| -------------------------------------------------------- | -------------------------------------------------------- |
| オープン日                                               | 2019年9月6日                                             |
| クローズ日                                               | 2019年11月4日                                            |
| タイプ                                                   | ホラー・メイズ                                           |
| 所要時間                                                 | 約10分                                                   |
| 利用制限                                                 | 年齢制限: 小学生以下利用不可                             |
| エクスプレス・パス                                       | 〇                                                       |

開催場所: パレスシアター、開催時間: 10時 - パーククローズ
『バイオハザード RE:2』の極限の恐怖を体感する、ホラー・メイズ。「レオン」と「クレア」の2つのルートがあり、それぞれ異なったゾンビやクリーチャーを倒しながら歩みを進める。
本アトラクションの体験には、無料の整理券が必要となる。

#### エリア51～未確認物体との遭遇～
| エリア51 ～未確認物体との遭遇～ Area51 -Unidetifies Encounter- | エリア51 ～未確認物体との遭遇～ Area51 -Unidetifies Encounter- |
| -------------------------------------------------------------- | -------------------------------------------------------------- |
| オープン日                                                     | 2019年9月6日                                                   |
| クローズ日                                                     | 2019年11月4日                                                  |
| タイプ                                                         | ホラー・メイズ                                                 |
| スポンサー                                                     | 株式会社JCB（施設協賛）                                        |
| 所要時間                                                       | 約25分                                                         |
| 利用制限                                                       | 年齢制限: 小学生以下利用不可                                   |
| エクスプレス・パス                                             | 〇                                                             |

開催場所: バックドラフト、開催時間: 10時 - パーククローズ
秘匿された区域“エリア 51”に足を踏み入れ、おぞましい未確認物体からの予期せぬ襲撃や異次元で起こる未知の恐怖・襲撃に戦慄するスペース・ホラー・メイズ。
本アトラクション実施期間中は、「バックドラフト」は休止された。

#### スペース・ファンタジー・ザ・ライド ～ブラックホール～
| スペース・ファンタジー・ザ・ライド ～ブラックホール～ Space Fantasy - The Ride -Black Hole- | スペース・ファンタジー・ザ・ライド ～ブラックホール～ Space Fantasy - The Ride -Black Hole- |
| ------------------------------------------------------------------------------------------- | ------------------------------------------------------------------------------------------- |
| オープン日                                                                                  | 2019年9月6日                                                                                |
| クローズ日                                                                                  | 2019年11月4日                                                                               |
| タイプ                                                                                      | ホラー・ライド                                                                              |
| スポンサー                                                                                  | 株式会社NTTドコモ                                                                           |
| 所要時間                                                                                    | 約10分                                                                                      |
| 定員                                                                                        | 8名（2名×4列）                                                                              |
| 利用制限                                                                                    | 身長制限122cm以上 付き添い者同伴の場合は102cm以上                                           |
| エクスプレス・パス                                                                          | 〇                                                                                          |
| シングルライダー                                                                            | 〇                                                                                          |

開催場所: スペース・ファンタジー・ザ・ライド、開催時間: パークオープン - パーククローズ
異次元の世界に存在するモンスターたちを「Dr.カオス」が開発したビークルに乗り、ブラックホールを通じてパークに連れてくるというストーリー。暗闇の中、ビークルが急旋回やスピンする予測不能のスリルを味わえるダーク・コースター。
本アトラクション実施期間中は、通常の「スペース・ファンタジー・ザ・ライド」は休止された。

#### 貞子 ～呪われたアトラクション～
| 貞子 ～呪われたアトラクション～ Sadako -The Cursed Attraction- | 貞子 ～呪われたアトラクション～ Sadako -The Cursed Attraction- |
| -------------------------------------------------------------- | -------------------------------------------------------------- |
| オープン日                                                     | 2019年9月6日                                                   |
| クローズ日                                                     | 2019年11月4日                                                  |
| タイプ                                                         | ホラー・シアター                                               |
| スポンサー                                                     | 日本電気株式会社（施設協賛）                                   |
| 所要時間                                                       | 約20分                                                         |
| 定員                                                           | 750名（車イス、電動車イススペース8台）                         |
| 利用制限                                                       | 年齢制限: 小学生以下大人同伴必要                               |
| エクスプレス・パス                                             | 〇                                                             |

開催場所: ターミネーター2:3D、開催時間: 18時 - パーククローズ
「ターミネーター2:3D」に登場する綾小路麗華と貞子がコラボしたホラー・シアター。貞子の呪いで次々と起こる不具合や奇妙な現象を体験する。
本アトラクション実施期間中は、パークオープンから16時30分までは通常の「ターミネーター2:3D」が運営され、18時以降に本アトラクションが運営される。

#### カルト・オブ・チャッキー ～チャッキーの狂気病棟～
| カルト・オブ・チャッキー ～チャッキーの狂気病棟～ Cult of Chucky - Chucky's Hospital Ward of Madness | カルト・オブ・チャッキー ～チャッキーの狂気病棟～ Cult of Chucky - Chucky's Hospital Ward of Madness |
| --- | --- |
| オープン日                                                                                           | 2019年9月6日                                                                                         |
| クローズ日                                                                                           | 2019年11月4日                                                                                        |
| タイプ                                                                                               | ホラー・メイズ                                                                                       |
| 所要時間                                                                                             | 約5分                                                                                                |
| 利用制限                                                                                             | 年齢制限：小学生以下利用不可                                                                         |
| エクスプレス・パス                                                                                   | 〇                                                                                                   |

開催場所：ステージ18、開催時間: 12時 - パーククローズ
映画『チャイルド・プレイ～チャッキーの狂気病棟～』をモチーフにしたホラー・メイズ。病院を舞台にチャッキーが様々なところから襲い掛かってくる。

### 「大人ハロウィーン」

#### ホテル・アルバート2 ～レクイエム～
| ホテル・アルバート2 ～レクイエム～ Hotel AlbertⅡ -Requiem- | ホテル・アルバート2 ～レクイエム～ Hotel AlbertⅡ -Requiem- |
| ---------------------------------------------------------- | ---------------------------------------------------------- |
| オープン日                                                 | 2019年9月6日                                               |
| クローズ日                                                 | 2019年11月4日                                              |
| タイプ                                                     | ホラー・メイズ                                             |
| 利用制限                                                   | 年齢制限: 中学生以下利用不可                               |
| エクスプレス・パス                                         | 〇                                                         |

開催場所: ステージ18、開催時間: 10時 - パーククローズ
ゲスト自身がストーリーに登場する1人の人物として関わっていく究極の没入体験ができる「イマーシブ・シアター」。
本アトラクションの体験には、有料の専用チケットが必要となる。

#### ブラッド・レジェンド
| ブラッド・レジェンド Blood Legend | ブラッド・レジェンド Blood Legend      |
| --------------------------------- | -------------------------------------- |
| オープン日                        | 2019年9月6日                           |
| クローズ日                        | 2019年11月4日                          |
| タイプ                            | ホラー・シアター                       |
| スポンサー                        | 株式会社エディオン（施設協賛）         |
| 所要時間                          | 約10分                                 |
| 定員                              | 324名（車イス、電動車イススペース4台） |
| 利用制限                          | 年齢制限: 小学生以下大人同伴必要       |
| エクスプレス・パス                | 〇                                     |

開催場所: シネマ 4-D シアター、開催時間: 18時 - パーククローズ
人の生き血を求めさまよう、伝説のヴァンパイアが住む家の恐ろしいくも美しい恐怖を4Dの世界で楽しめるのホラー・シアター。
本アトラクション実施期間中は「シュレック4-Dアドベンチャー」は終日休止、パークオープンから17時までは「セサミストリート4-Dムービーマジック」が運営され、18時以降に本アトラクションが運営される。

#### パークサイド・グリル ～呪われた薔薇の宴～
| パークサイド・グリル ～呪われた薔薇の宴～ | パークサイド・グリル ～呪われた薔薇の宴～ |
| ----------------------------------------- | ----------------------------------------- |
| オープン日                                | 2019年9月8日                              |
| クローズ日                                | 2019年11月4日                             |
| メニュー類                                | 洋食                                      |
| タイプ                                    | フルサービス ホラー・レストラン           |
| 協賛                                      | サントリー酒類株式会社                    |
| アルコール                                | ○                                         |
| クレジットカード                          | ○                                         |

開催場所: パークサイド・グリル、開催時間: 17:30 - パーククローズ30分前まで（9/8 からオープン）
今は亡き女主人・ローザが取り仕切る恐怖のパーティを舞台にした大人のためのホラー・レストラン。
本レストラン実施期間中は15時まで通常の「パークサイド・グリル」が運営され、17時30分以降に本レストランが運営される。

#### 大人ハロウィーン･エリア～呪われた薔薇園～
開催場所: セントラルパーク、開催時間: 18時 - パーククローズ
不気味な男に死神や朽ち果てたメイドがさまようミステリアスでフォトジェニックなエリア。

### 「“こわかわ”ハロウィーン」

#### フェスタ・デ･パレード
開催場所: パレードルート、開催時間: 14時30分 - （約45分）
世界各国のフェスティバルをモチーフにした昼のパレード。大量の泡や紙ふぶきが舞う中、ハロウィーン・コスチュームのキャラクターやエンターテイナーたちと一緒に、楽しむことができる。

#### ハッピー・トリック・オア・トリート
開催場所: ハリウッド大通り
仮装したキャラクターたちと共に、降り注ぐ大量のお菓子をキャッチする小学生以下の子供限定のイベント。

#### イタズラ･ストリート
開催場所: ニューヨーク・エリア、開催時間: 10時 - 13時
本年から新登場したエリア。仮装したミニオンたち普段はできないイタズラを仕掛け合って楽しむ小学生以下のキッズ限定のイベント。ピニャータ体験や車への落書きなどができた。

#### ワンダーランド・シーズンズ・ジョイ ～ハロウィーンver.～
開催場所: ユニバーサル・ワンダーランド
ユニバーサル・ワンダーランドのキャラクターたちと歌って踊るエンターテインメント。本年からは、光るコスチュームに着替えたキャラクターたちとのグリーティングも楽しめた。

#### ユニバーサル・マーケット
開催場所：ユニバーサル・マーケット
昼は「“こわかわ”ハロウィーン」をテーマにしたフード、夜はゾンビをモチーフにしたフードを楽しめるマーケット。